# Savona
Savona (, Sann-a o Saña [ˈsaŋa] in dialetto savonese, anche Savonn-a o Savoña [saˈvuŋa] in dialetto genovese) è un comune italiano di 58 690 abitanti capoluogo della provincia omonima in Liguria. È il centro principale della riviera di Ponente e il terzo comune della regione per popolazione. Il suo porto è uno dei più importanti dell'Italia settentrionale a livello turistico e commerciale.
Le prime tracce della città risalgono alla età del bronzo, anche se il suo sviluppo si ebbe a partire dalla dominazione carolingia, quando divenne sede della Marca di Savona. Fu istituita come sede vescovile nel 999 e come libero comune nel 1191. Nel duecento divenne sede della flotta imperiale durante le guerre tra guelfi e ghibellini, e dal 1251 passa sotto il dominio genovese come sede della Podesteria di Savona. Già nota per la sua famosa produzione medievale di sapone, dal XV secolo venne nota anche come la Città dei Papi, in quanto patria dei papi Sisto IV e Giulio II della Rovere, grandi benefattori della città. Secondo diversi fonti, in questo periodo sarebbe nato a Savona il famoso navigatore Cristoforo Colombo. Nel 1528 la città venne parzialmente distrutta dalle truppe di Andrea Doria e l'imperatore Carlo V. Dopo l'invasione francese del 1805, divenne capoluogo del dipartimento di Montenotte fino al 1815 quando fu incorporata al Regno di Sardegna.
Savona è una delle principali città liguri in materia di patrimonio artistico e navale.

## Geografia fisica

### Territorio
La città è situata sulla Riviera Ligure di ponente, presso le foci del Letimbro e del Quiliano e alla congiunzione di due autostrade: l'Autostrada dei Fiori che unisce Genova con Ventimiglia e l'autostrada A6 Savona-Torino.
Il comune è costituito dal capoluogo e dalle seguenti frazioni e località: Bosco delle Ninfe, Ciantagalletto, Ciatti, Cimavalle, Conca Verde, Galleria Ranco, Chiesa della Madonna del Monte, Marmorassi, Maschio, Montemoro, Lavagnola, Naso di Gatto, San Bartolomeo al Bosco, San Bernardo in Valle, Santuario, Botta e Strà, per una superficie territoriale di 65,55 km².
Savona confina a nord con il comune di Cairo Montenotte, a est con Albisola Superiore e Albissola Marina, a sud con il Mar Ligure, a sud-ovest con Vado Ligure, a ovest con Quiliano, Altare e Cairo Montenotte.
Dista circa 35 km di autostrada da Genova (Prá) e poco meno di 100 km da Sanremo.

### Clima
Il clima è temperato di tipo mediterraneo con un inizio di influenze temperate verso l'entroterra.
L'estate è moderatamente calda e raramente afosa. Durante l'inverno si alternano periodi con giornate soleggiate e temperature non molto basse quando la Liguria è protetta dall' anticiclone delle Azzorre ad altri più rigidi quando si formano basse pressioni sul golfo di Genova. Tale configurazione barica provoca forti venti di tramontana scura e nevicate talvolta fin sulla costa.In questi casi Savona è una delle località più fredde di tutta la riviera ligure.

Non appena cessano gli effetti della tramontana scura, le calde brezze del profondo mar Ligure prendono il sopravvento e le temperature a Savona tornano su valori più moderati. Il tempo si rivela mite per gran parte dell'estate e della primavera.
| Savona                             | Mesi   | Mesi   | Mesi   | Mesi   | Mesi   | Mesi   | Mesi   | Mesi   | Mesi   | Mesi   | Mesi   | Mesi   | Stagioni | Stagioni | Stagioni | Stagioni | Anno |
| Savona                             | Gen    | Feb    | Mar    | Apr    | Mag    | Giu    | Lug    | Ago    | Set    | Ott    | Nov    | Dic    | Inv      | Pri      | Est      | Aut      | Anno |
| ---------------------------------- | ------ | ------ | ------ | ------ | ------ | ------ | ------ | ------ | ------ | ------ | ------ | ------ | -------- | -------- | -------- | -------- | ---- |
| T. max. media (°C)                 | 9,9    | 11,6   | 15,4   | 17,6   | 21,0   | 25,0   | 27,5   | 27,8   | 24,7   | 20,1   | 14,7   | 12,6   | 11,4     | 18,0     | 26,8     | 19,8     | 19,0 |
| T. min. media (°C)                 | 4,2    | 5,2    | 8,6    | 10,5   | 14,8   | 17,3   | 20,1   | 20,0   | 17,6   | 13,5   | 8,6    | 5,8    | 5,1      | 11,3     | 19,1     | 13,2     | 12,2 |
| Precipitazioni (mm)                | 73     | 78     | 93     | 67     | 71     | 40     | 21     | 49     | 71     | 106    | 97     | 60     | 211      | 231      | 110      | 274      | 826  |
| Giorni di pioggia                  | 6      | 5      | 7      | 6      | 7      | 5      | 2      | 4      | 5      | 7      | 7      | 5      | 16       | 20       | 11       | 19       | 66   |
| Eliofania assoluta (ore al giorno) | 3,8    | 4,5    | 5,2    | 5,9    | 6,3    | 7,2    | 8,6    | 7,9    | 6,5    | 5,4    | 3,8    | 3,7    | 4,0      | 5,8      | 7,9      | 5,2      | 5,7  |
| Vento (direzione-m/s)              | NW 3,2 | NW 3,2 | NW 3,2 | NW 3,1 | NW 3,0 | NE 2,8 | NW 2,7 | NW 2,6 | NW 2,8 | NW 3,0 | NW 3,3 | NW 3,3 | 3,2      | 3,1      | 2,7      | 3,0      | 3,0  |

- Classificazione climatica: D (i Gradi giorno della città sono 1481, e il limite massimo consentito per l'accensione dei riscaldamenti è di 12 ore giornaliere, dal 1º novembre al 15 aprile).[13]

## Origini del nome
L'etimologia del nome "Savona" risulta molto incerta. Tito Livio cita il termine Sauone (abl.) definendolo un oppidum nei territori dei Liguri Alpini. Nel VII secolo si attesta il termine Saona. Se il termine fosse indoeuropeo si potrebbe trovare correlazioni sia con la radice *seu-" cioè "bagnato" o "umido", sia con l'idronimo "Sava".
Il toponimo potrebbe derivare dal termine dell'antico ligustico saiv, sav, sab con significato di adunanza d'acqua.
Altra ipotesi fa derivare il suo nome dalla dea fluviale celtica ''Souconna'' e ad avvalorare questa tesi, oltre alle numerose similitudini tra le popolazioni liguri e quelle celtiche, vi è il fatto che ancora oggi nella lingua locale savonese la città viene nominata "Sann-a".
Vi è credenza popolare che il termine sapone derivi proprio dalla città di Savona, e si tratta evidentemente di una paretimologia. Ci sono tracce del suo utilizzo intorno al II secolo d.C.presso i Galli che lo utilizzavano come pomata e questa venne successivamente rielaborata dai Liguri in un sapone duro che trovò tra Genova e Savona una fiorente produzione, mantenuta nei secoli a venire. Nella tradizione ligure (riportata anche da testi francesi) si vuole che a Savona la moglie di un pescatore abbia ottenuto in modo fortuito per la prima volta il sapone, facendo bollire assieme olio di oliva e liscivia di soda; il nome del sapone tuttavia è un termine di origine germanica giunto nel latino attraverso il tramite gallico ed è etimologicamente affine al termine sebo (sebum in lingua latina) attraverso una comune radice protoindoeuropea *seyb- (far colare).

## Storia
Le prime tracce della città risalgono alla media età del bronzo, quando un primo insediamento sorse sull'altura del Priamar. Antico centro dei Liguri Sabazi, la città fu alleata di Cartagine durante la seconda guerra punica, contro Roma già alleata di Genova. Dopo alterne vicende Roma sottomise Savona attorno al 180 a.C. e quest'ultima venne, dalla fine del II secolo a.C, a soppiantare il ruolo di Genova come porto principale della Liguria.
Con la caduta dell'Impero romano dopo il V secolo la città subì devastazione da parte di Eruli e Goti. Tornata sotto i Bizantini dopo le guerre gotiche vi fu una breve ripresa che durò fino alla conquista da parte del re longobardo Rotari nel 641. Fece quindi parte del Regno longobardo, nel Ducato di Liguria, con capitale Genova. 
Sotto il dominio dei Franchi carolingi, divenne sede della marca di Savona, concessa alla dinastia dei Aleramici, e riprese i commerci sul mare. Dopo aspre lotte con i pirati saraceni, si costituì in libero Comune il 10 aprile 1191 sotto la protezione del marchese Ottone del Carretto. Nell'XI secolo Savona, dapprima alleata con la repubblica marinara di Genova, intraprese dure lotte ma anche forti intrecci con essa. Nel duecento si distinse come sede della marina imperiale ghibellina comandata dall'ammiraglio Ansaldo de' Mari, fino alla vittoria dei guelfi genovesi sancita nel 1251 al Trattato di Varazze.
L'apice della fioritura economica avvenne nel periodo in cui vennero eletti al soglio pontificio i papi della famiglia Della Rovere, Sisto IV (1471-1484) e Giulio II (1503-1513), che sostennero la città con generose donazioni e oggi è ricordata anche per vedersi attribuito il nome di Città dei Papi. Le lotte con Genova si conclusero tragicamente per Savona nel 1528, con la sua definitiva conquista. Ciò comportò, oltre a numerose vittime, la distruzione di buona parte della città e l'interramento del porto. Da questo momento Savona seguì le sorti della Repubblica di Genova.
Nel Settecento la città riprese la sua attività marinara. Coi commerci rifiorirono le arti e Savona si arricchì di palazzi signorili, ville e chiese. Nel 1805 la Liguria venne annessa all'Impero Francese e Savona divenne Capoluogo del Dipartimento di Montenotte. Nel 1815 il Congresso di Vienna stabilì l'annessione della Repubblica Ligure nei territori del Regno di Sardegna, col quale entrò poi a far parte del neo costituito Regno d'Italia dal 1861. Sotto l'amministrazione napoleonica del prefetto Chabrol la città iniziò una lenta rinascita, che evolse con l'arrivo della ferrovia e l'inizio della rivoluzione industriale savonese.
Durante la Seconda guerra mondiale la città subì massicci bombardamenti aerei a causa della presenza di industrie belliche e del porto, che causarono gravi danni, specialmente agli antichi quartieri della zona portuale. Savona è tra le Città decorate al valor militare per la guerra di liberazione.

### Simboli
Stemma
Gonfalone
Bandiera

Lo stemma è stato riconosciuto con decreto del Capo del Governo del 12 novembre 1938, trascritto nel libro Araldico degli Enti Morali al vol. II, p. 621, n. 2052. 
Durante il Ventennio fascista lo stemma comunale fu decorato con il capo del Littorio.

### Onorificenze
Savona è tra le città decorate al valor militare per la guerra di Liberazione, insignita della medaglia d'oro al valor militare il 19 settembre 1974, per i sacrifici delle sue popolazioni e per la sua attività nella lotta partigiana durante la seconda guerra mondiale:

## Monumenti e luoghi d'interesse

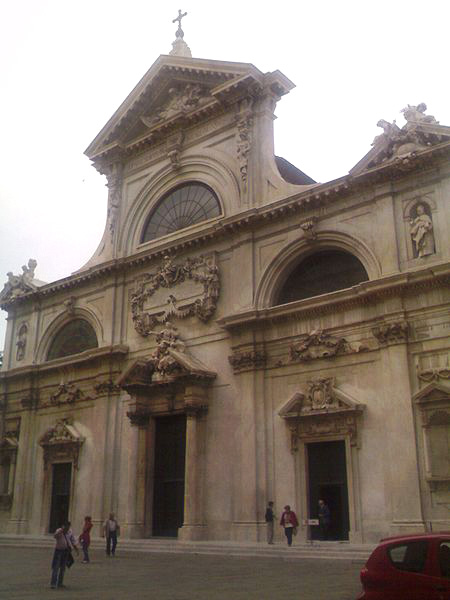
La cattedrale nuova di Nostra Signora Assunta.

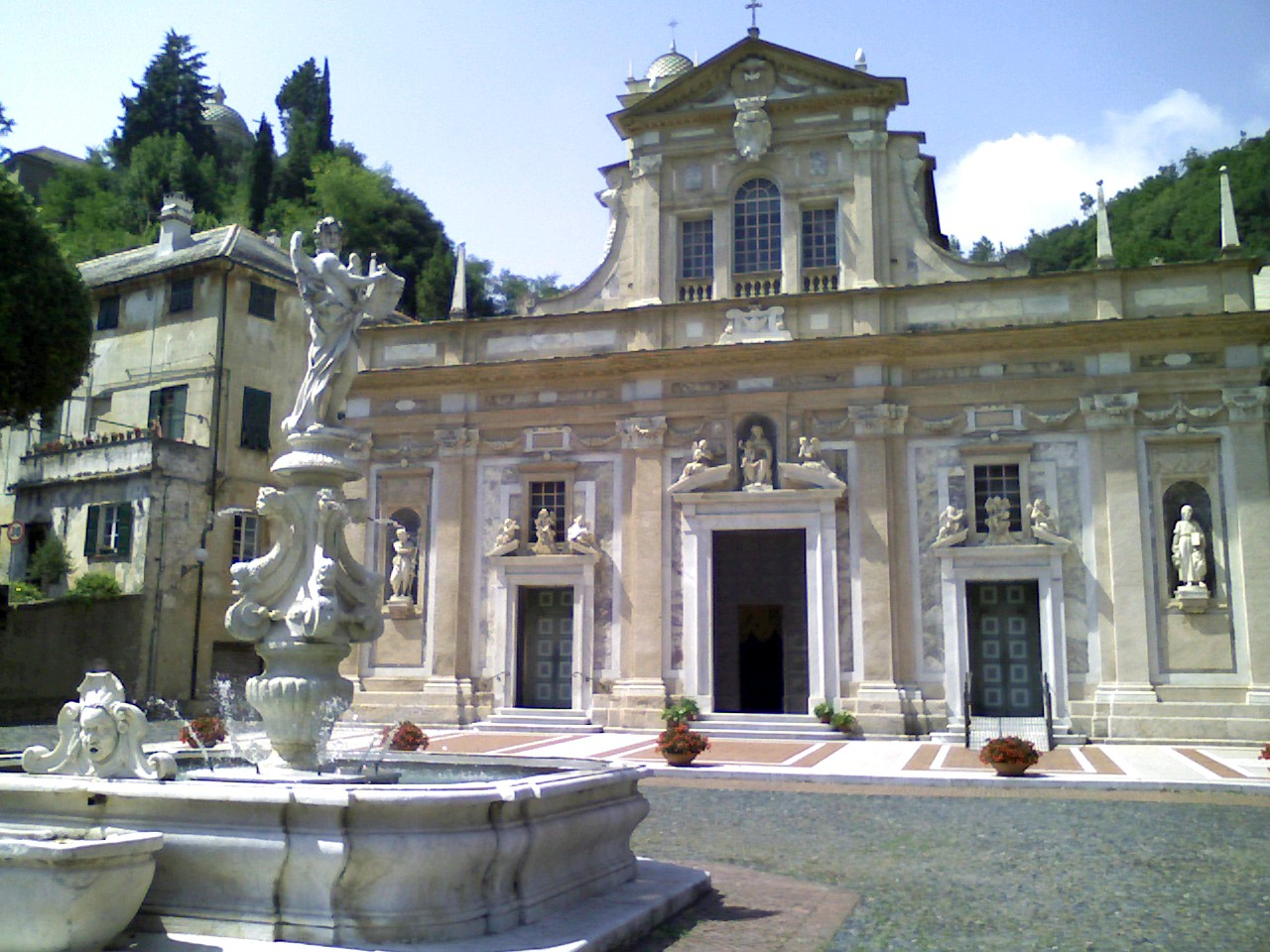
Il santuario di Nostra Signora della Misericordia.

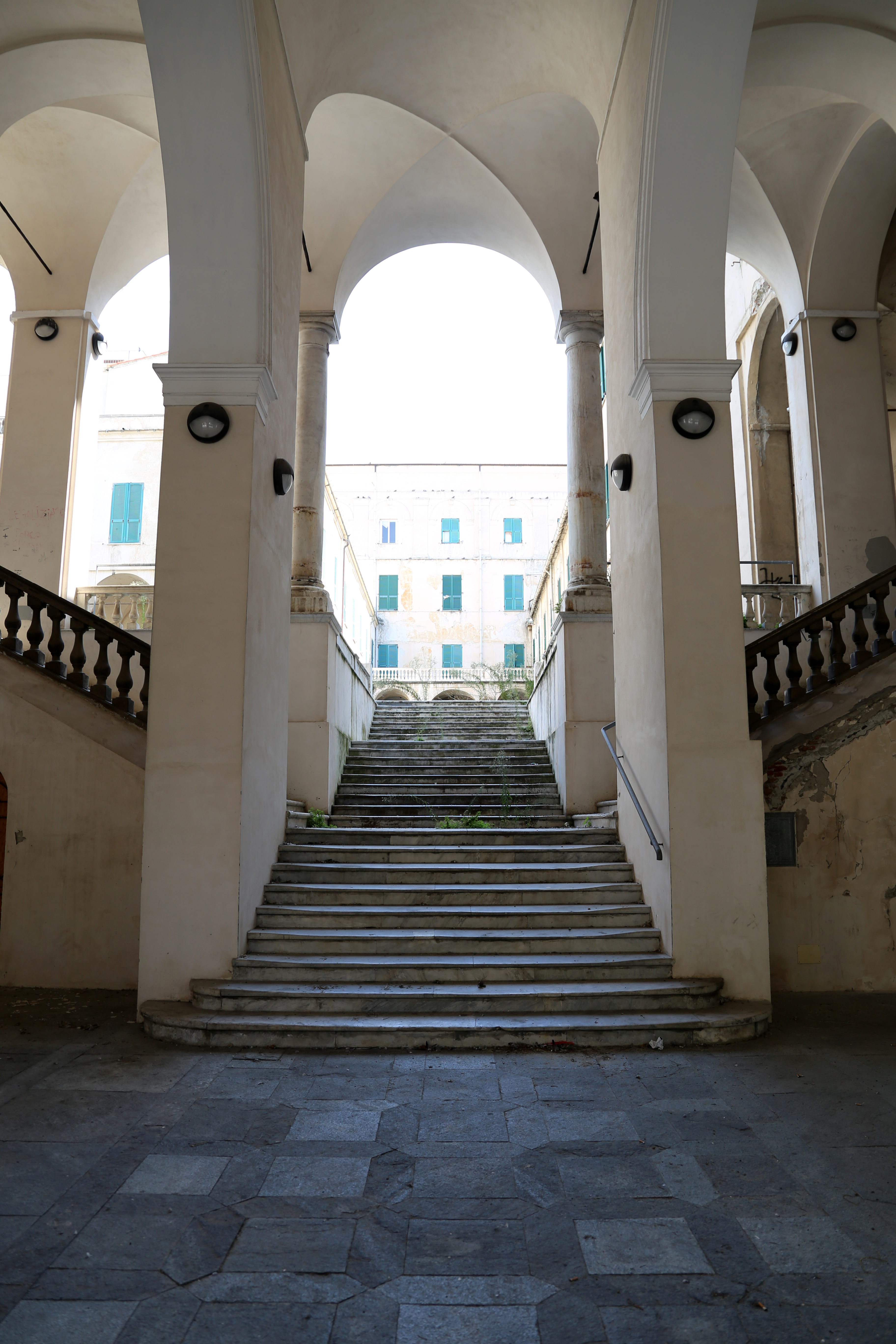
Palazzo della Rovere, opera di Giuliano da Sangallo.

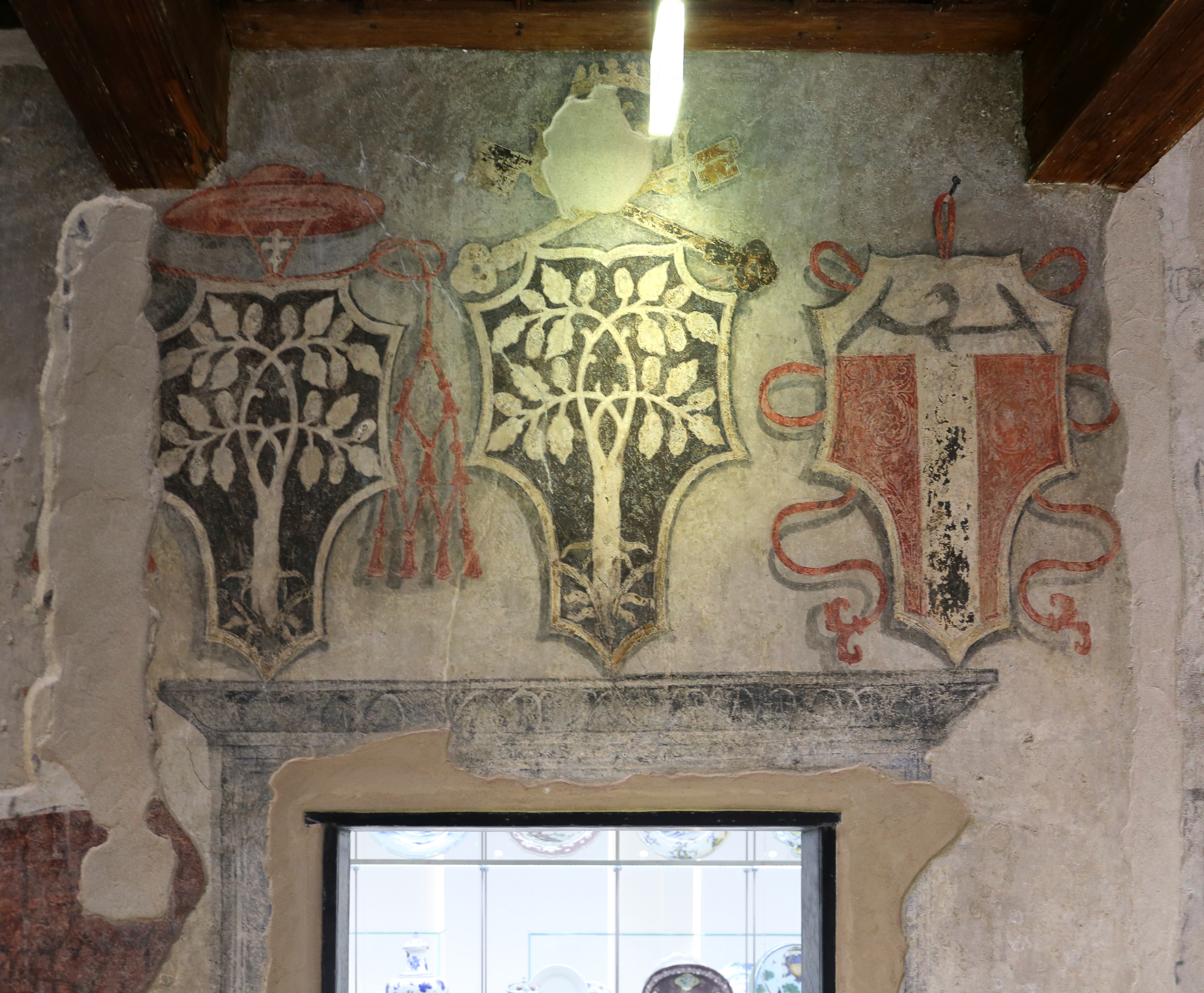
Stemmi della Rovere al Palazzo del Monte di Pietà.

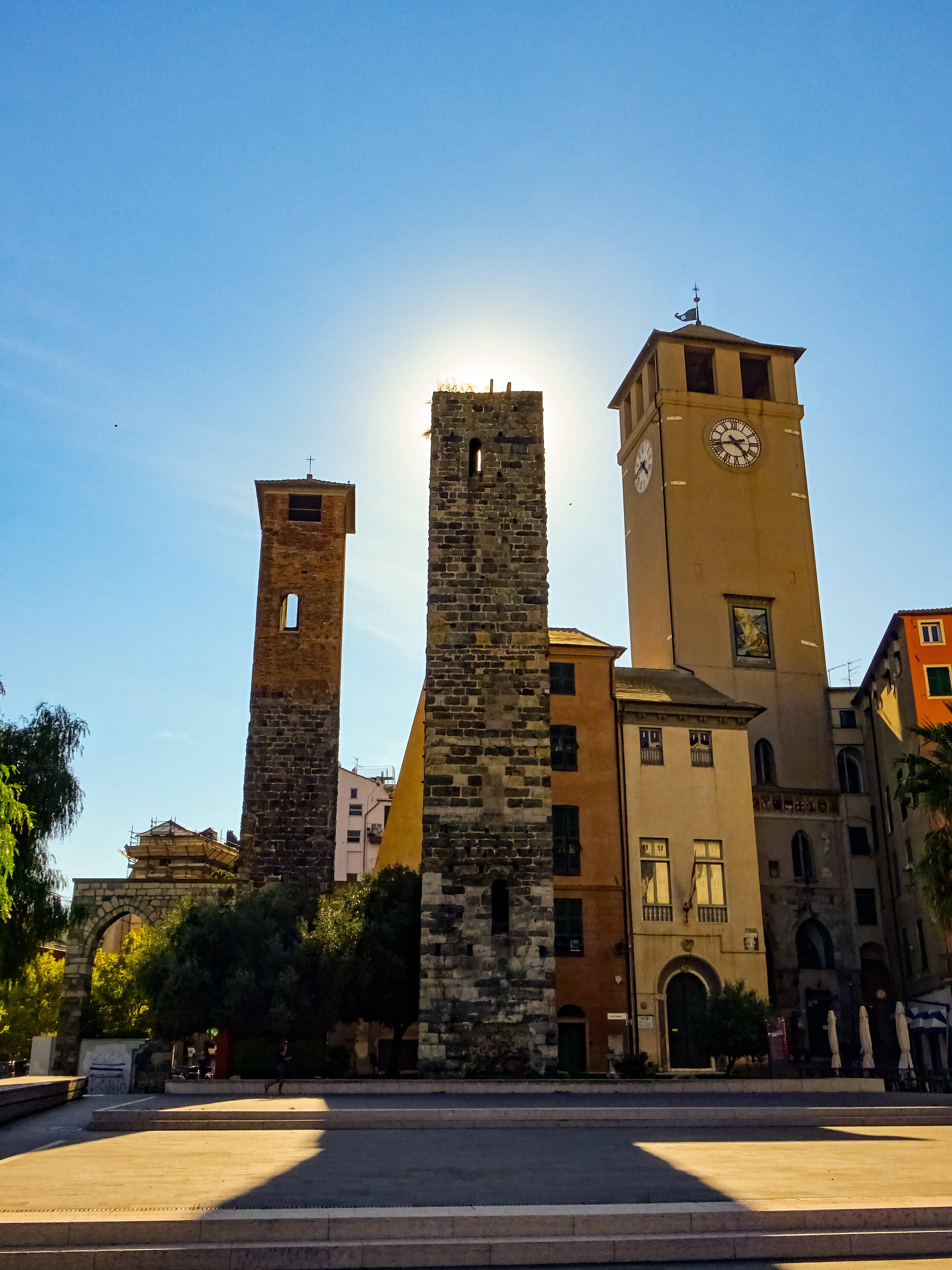
Torre del Brandale, Torre dei Riario, e Torre dei Corsi.

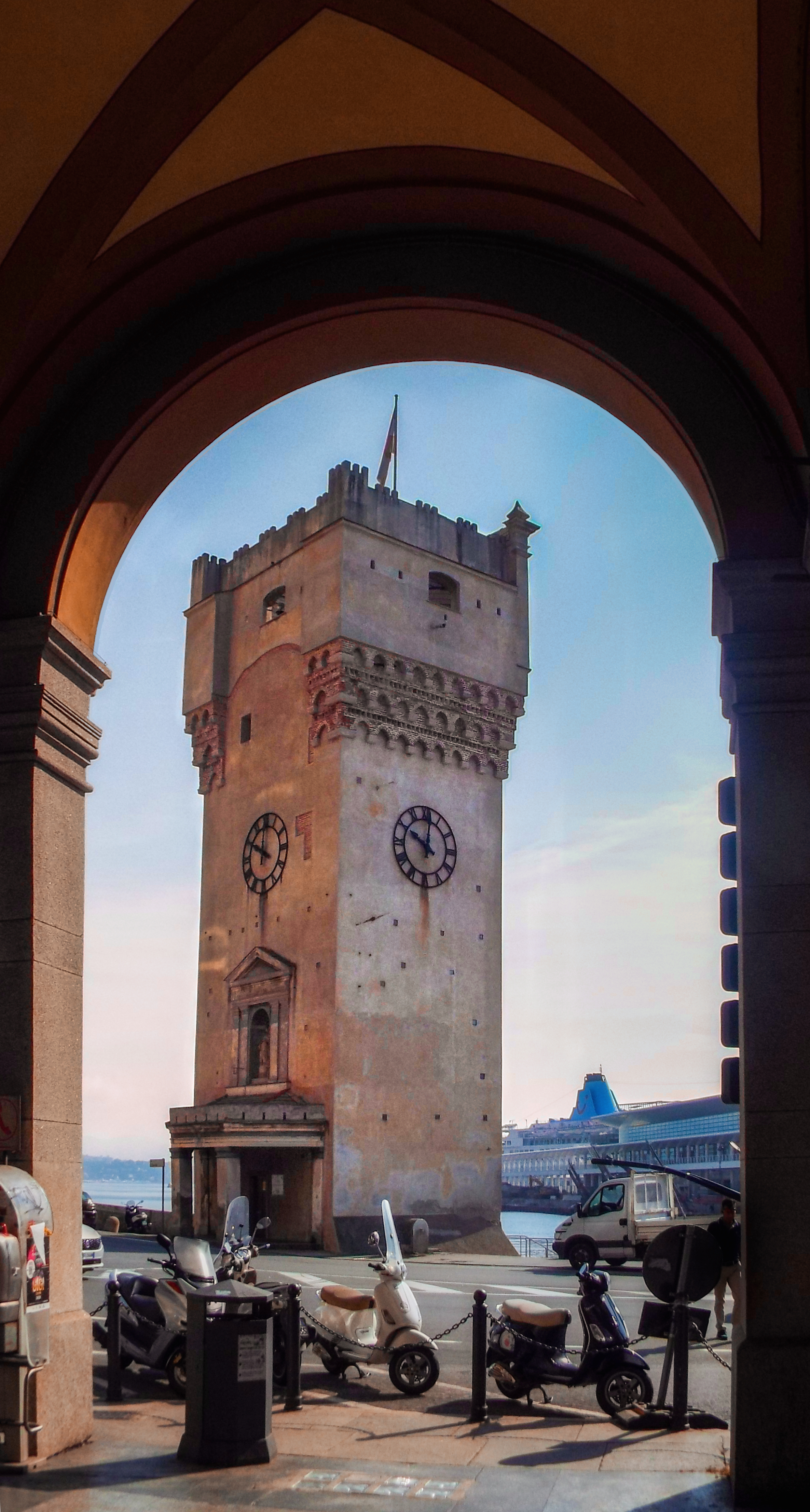
Torre Leon Pancaldo.

### Architetture religiose
- Cattedrale di Nostra Signora Assunta. Costruita a seguito delle demolizioni genovesi dell'antica cattedrale, situata anticamente sul colle del Priamar, conserva al suo interno alcune pregevoli opere come il Timpano del portale, il pulpito, il fonte battesimale e la croce marmorea. Accanto alla chiesa vi è il museo del tesoro in cui è possibile ammirare alcuni quadri di notevole importanza (Maestro di Hoogstraeten, Tuccio d'Andria, Luca Cambiaso, Ludovico Brea, Giovanni Mazone) e interessanti oggetti di arte sacra (pianete, pastorali, reliquiari, eccetera). Infine tra i più belli d'Italia e fra i più importanti d'Europa in relazione al suo periodo di realizzazione,[27] è il coro ligneo dietro l'altare maggiore. Conserva, tra le altre, le reliquie di San Valentino Martire, patrono degli innamorati.
- Cappella Sistina. Unica altra esistente oltre alla celeberrima Cappella Sistina romana, fu voluta dal papa savonese Sisto IV della Rovere come monumento sepolcrale dei propri genitori.
- Santuario di Nostra Signora della Misericordia. Venne edificato a seguito dell'apparizione della Madonna ad Antonio Botta, avvenuta secondo la tradizione nel 1536,[28] ed è dedicato alla santa patrona della città. Costituisce un sontuoso esempio di architettura barocca che, al proprio interno, può vantare un altare di Gian Lorenzo Bernini e preziose tele del Domenichino. La statua della patrona fu incoronata direttamente da Pio VII alla fine della sua cattività. Annesso alla chiesa vi è un museo che raccoglie oggetti di arte sacra ed ex voto.
- Oratorio di Nostra Signora di Castello. Proclamato monumento nazionale, ospita il monumentale polittico dipinto da Vincenzo Foppa e Ludovico Brea nel 1490. Interessanti anche due imponenti casse processionali.
- Oratorio dei Santi Giovanni Battista, Giovanni Evangelista e Petronilla, risalente al 1890, conserva opere di Anton Maria Maragliano.
- Oratorio dei Santi Pietro e Caterina. Risalente al XVIII secolo conserva opere di Paolo Gerolamo Brusco e Renata Cuneo.
- Chiesa di San Dalmazio. Situata nel quartiere di Lavagnola, contiene un polittico di Barnaba da Modena. Vicino, sorge la romanica cappella di San Martino.
- Oratorio del Cristo Risorto. Conserva un pregevole coro ligneo quattrocentesco di scuola tedesca oltre ad una cassa processionale di Anton Maria Maragliano.
- Chiesa di Sant'Andrea Apostolo. Settecentesca, contiene al suo interno una Madonna con il Bambino di Defendente Ferrari.
- Chiesa di San Pietro. Seicentesca, fu costruita dai Carmelitani Scalzi. Riccamente affrescata, presenta all'interno alcune tele di rilievo.
- Chiesa di San Giovanni Battista in San Domenico, posta lungo la principale via Paleocapa, risale al XVI secolo.
- Chiesa di Santa Lucia, posta lungo l'antica strada di collegamento con Albissola Marina.
- Certosa di Loreto. Eretta da Stefano Embruno nel 1480 e in seguito ingrandita. Fu forse edificata sul precedente Castello di Loreto.
- Convento dei Cappuccini. Eretto a partire dal 1539, si trova in posizione dominante su una collina alle spalle della città.
- Ex chiesa e convento di San Giacomo. Costruita nel XV secolo, è l'unico esempio di chiesa tardo-medievale conservatosi in città ed una delle poche in Italia.
- Altri edifici religiosi rilevanti sono l'Oratorio dei Beghini, la Chiesa dei Santi Lorenzo, Biagio e Donato, la Chiesa di Santa Maria Giuseppa Rossello, la Chiesa di San Francesco da Paola, la Chiesa di Maria Ausiliatrice, la Chiesa del Sacro Cuore, la Cappella di Santa Maria, il Monastero di Santa Teresa, la Chiesa della Madonna degli Angeli, la Cappella di San Michele, la Chiesa del Nome di Maria, l'Oratorio di San Dalmazio e la Cappella di San Sebastiano.

### Architetture civili
- Palazzo Della Rovere. Opera dell'architetto Giuliano da Sangallo, fu fatto costruire dal cardinale Giuliano della Rovere, futuro Papa Giulio II. L'avvio dei lavori risale al 4 febbraio 1495 sotto la sovraintendenza di Urbano Vegerio, suo procuratore. Nel 1496 vengono acquistate alcune abitazioni circostanti per estendere il palazzo, che tuttavia resterà incompleto (al riguardo notare le isolate colonne dell'ingresso, che nelle intenzioni originarie erano parte di un diverso contesto, completo di un blasone ecc.). Il progetto è del fiorentino Giuliano da Sangallo, coadiuvato da Matteo De Bixono, ai quali nel 1500 gli Anziani della città accordano la cittadinanza savonese in benemerenza del progetto. Essendo stato adibito nel XVII-XVIII secolo a convento delle Rev. Clarisse, è conosciuto anche come Palazzo Santa Chiara.
- Palazzo Gavotti. Situato nel cuore del centro storico, è sede della Pinacoteca comunale.
- Villa Cambiaso. Palazzo storico, iscritto nei beni monumentali italiani, in cui soggiornarono tra gli altri Napoleone Bonaparte e Papa Pio VII, in ritiro di preghiera nella cappella consacrata del palazzo.
- Palazzo delle Piane. Noto anche come “Palazzo delle Palle”, a causa delle sei grandi sfere di rame poste sul tetto e sostenute da una struttura a forma di braciere, costituisce uno dei massimi vertici artistici del Liberty savonese. È opera dell'ingegnere e architetto Alessandro Martinengo ed è stato realizzato con la collaborazione di Adolfo Ravignetti, tra il 1910 e il 1911. Per l'occasione Martinengo s'ispirò a una corrente del Floreale diffusa a Milano dal caposcuola Somaruga.
- Villa Zanelli, uno dei più significativi capolavori di stile Liberty in Italia. Si trova lungo la spiaggia del quartiere di Legino.
- Palazzo dei Pavoni. Costruito nel 1910 e situato nella centralissima Via Paleocapa, è un esempio significativo di Liberty, chiaramente ispirato alla Secessione Viennese per la scelta di accostare ampie superfici lisce ad inserti ceramici colorati insieme a fasce maiolicate decorate con dei pavoni.
- Palazzo Imperiale. Di origini trecentesche e ricostruito nel Cinquecento, si trova ai confini dell'abitato cittadino alla confluenza dei torrenti Lavanestro e Letimbro.
- Ex Ospedale Civico San Paolo. Situato nella centrale piazza Giulio II, fu terminato nel 1857 ed è una delle opere più riuscite dell'architetto Carlo Sada di Bellagio. È stato recentemente ristrutturato e destinato ad uso commerciale e abitativo.
- Casa dei Colombo. Una delle Case di Cristoforo Colombo si trova in località Valcada, sulle alture di Legino: il grande navigatore, in gioventù, si stabilì per diversi anni, assieme alla su famiglia.
- Ponte Filippo Maria Visconti. Situato al confine con i comuni di Vado Ligure e Quiliano, fu innalzato nel 1434.
- Ponte di San Giacomo o di Sisto IV. Fatto costruire da Papa Sisto IV nel 1479 per unire il Monticello al colle del Mangiaguadagno (oggi Colle di San Giacomo) e rendere più agevole il collegamento tra la città ed il complesso conventuale del San Giacomo.
- Palazzo Civico. Eretto negli anni 1930.

### Architetture militari
- Torre Leon Pancaldo. Chiamata Torretta o con il suo antico nome Torre della Quarda è situata in piazza Leon Pancaldo e costituisce il simbolo della città. Costruita nel XIV secolo all'incrocio strategico del porto, è dedicata al navigatore savonese Leon Pancaldo, che accompagnò Ferdinando Magellano nella prima circumnavigazione del mondo.
- Torre del Brandale. È chiamata anche a Campanassa dal nome dell'antica campana che la sormontava. La parte superiore fu abbattuta dopo la sconfitta nelle guerre contro i genovesi e venne ricostruita solo dopo i bombardamenti della Seconda guerra mondiale, quando fu anche reinstallata la campana.
- Torri dei Riario e dei Corsi. Situate davanti alla Torre del Brandale, furono anch'esse mozzate dai genovesi ma resistettero ai bombardamenti della Seconda guerra mondiale, che demolirono invece gli edifici intorno.
- Fortezza del Priamar. È una fortezza collocata sull'omonimo colle, tra i giardini del Prolungamento e la vecchia darsena, edificata dalla Repubblica di Genova a partire dal 1542 a seguito della presa definitiva della città nel 1528. Ingloba fra gli altri la Loggia del Castello di Santa Maria o Castello Nuovo del 1417 e conserva i pochi resti dell'antica Cattedrale cittadina. Nel 1830-1831 vi venne imprigionato Giuseppe Mazzini e la sua cella è ancora oggi visitabile.[29] Il nome deriva da Pri-a-màr, pietra sul mare secondo una delle interpretazioni etimologiche, o "Pria mä", pietra mala, secondo una più accreditata versione.
- Forte della Madonna degli Angeli. Raggiungibile tramite una strada sterrata è attualmente in stato di abbandono.

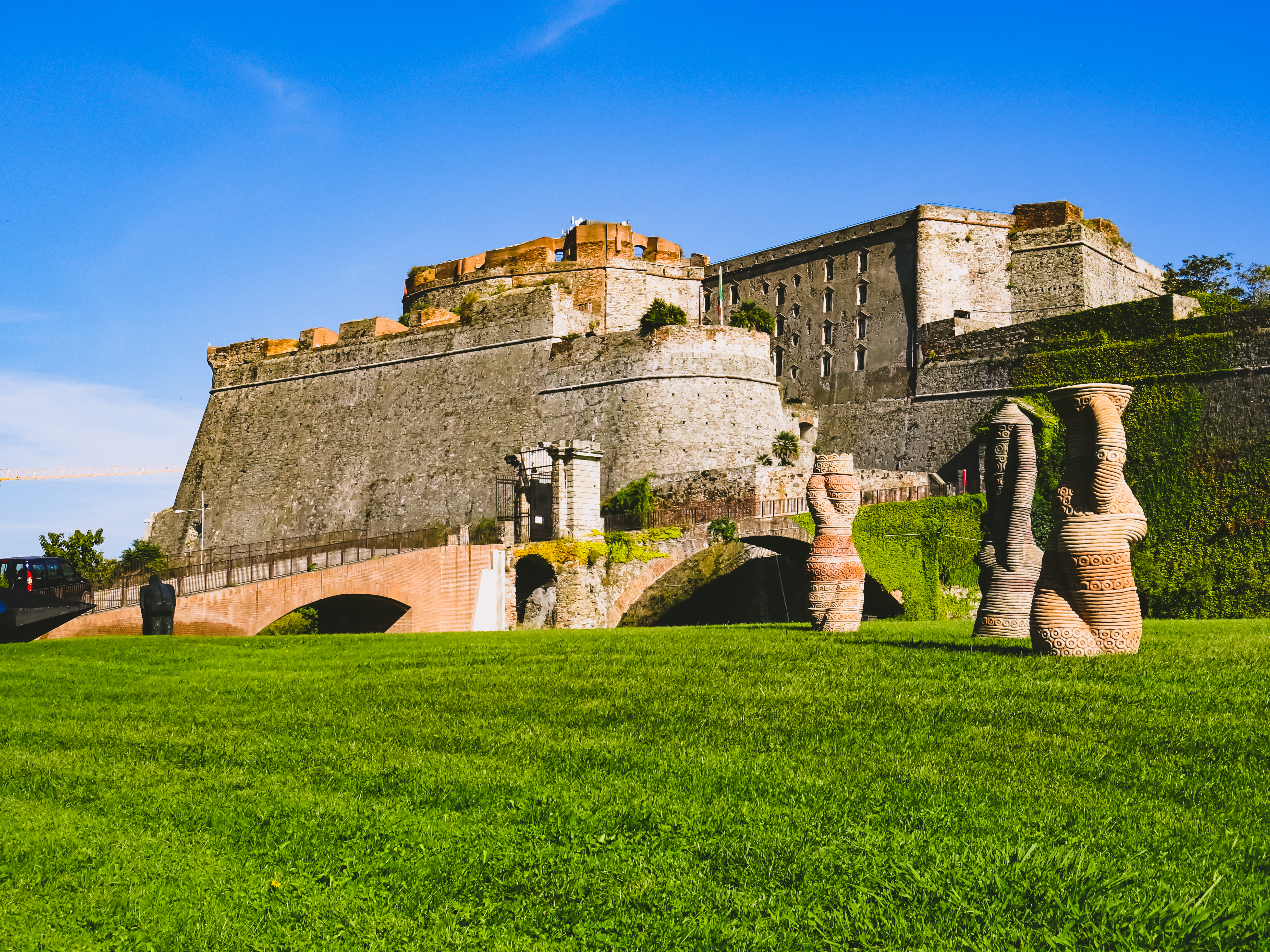
Fortezza del Priamar.

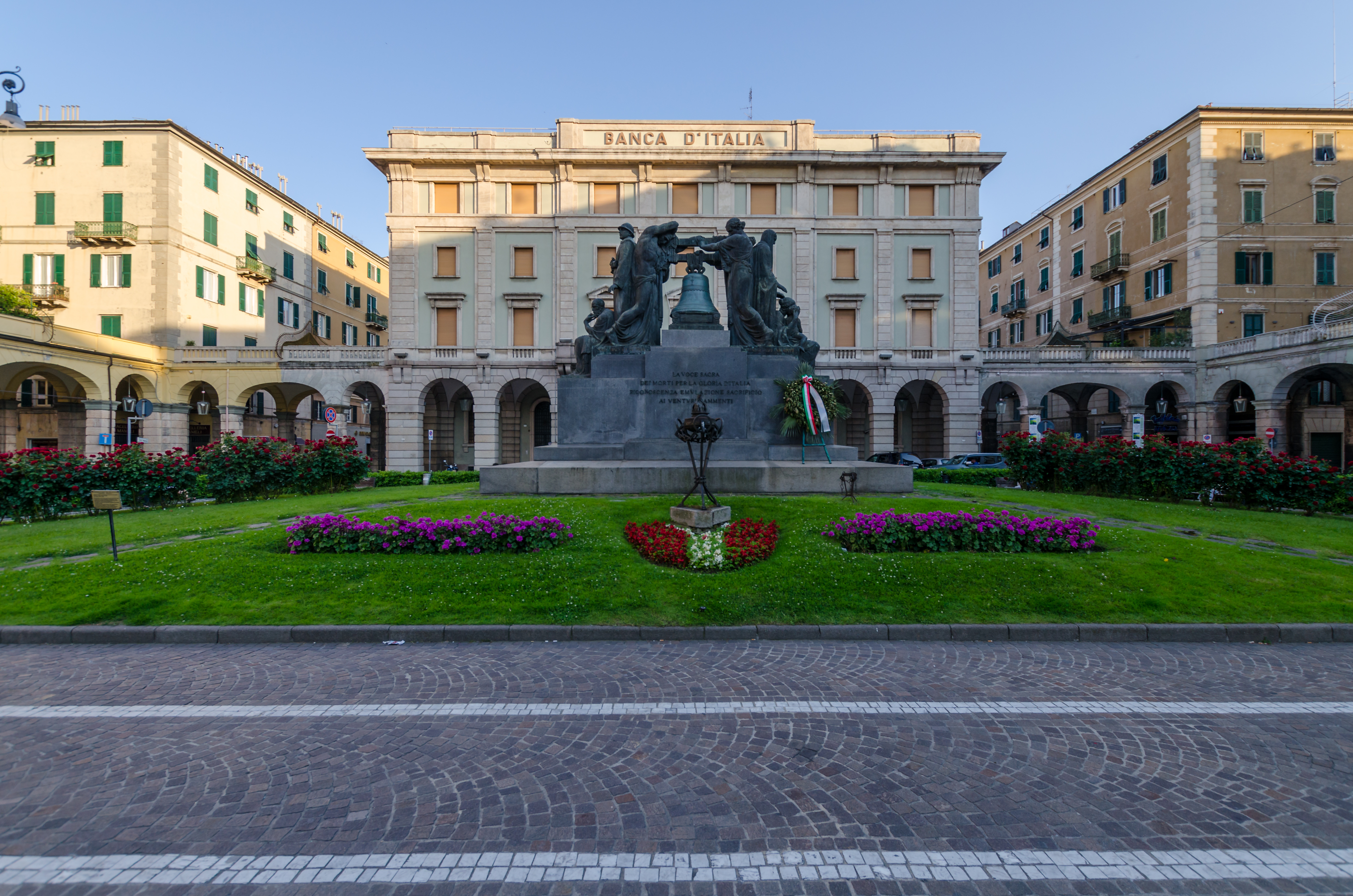
Il monumento ai caduti in Piazza Mameli.

- Forte di Madonna del Monte. Chiuso al pubblico è anch'esso in stato di abbandono.
- Forte Ciuto. Chiuso al pubblico e in stato di abbandono.
- Castello-fortezza dello Sperone. Antico castello medioevale di cui rimangono solo alcuni tratti di mura sul Monticello, alle spalle del teatro Gabriello Chiabrera.

### Monumenti
- Monumento ai Caduti Rintocchi e Memorie. Il monumento con basamento in marmo e figure in bronzo (bronzo fuso asportato da alcuni cannoni nemici) è stato realizzato dallo scultore sestrese Luigi Venzano su richiesta dell'Associazione Nazionale tra le Madri e le Vedove dei Caduti. È stato inaugurato il 18 settembre 1927 con una cerimonia al quale prese parte il re Vittorio Emanuele III e da allora ogni giorno alle 18:00 in piazza Goffredo Mameli si commemorano i Caduti di tutte le guerre con 21 rintocchi della campana, uno per ogni lettera dell'alfabeto italiano: durante i rintocchi il traffico ed i pedoni si fermano in segno di rispetto.
- Fontana Lotta tra uomo e lo squalo. Popolarmente conosciuta come fontana Del Pesce, venne realizzata nel 1965 in piazza Marconi. È costituita da tre vasche, una circolare e due mezzelune sottostanti che ricevono una cascata d'acqua da quella sovrastante. Al centro della vasca circolare, circondata da zampilli d'acqua su un masso di pietra verde di Stella, si erge la statua della scultrice savonese Renata Cuneo "Lotta tra uomo e lo squalo".
- Fontana del Santuario. Realizzata nella piazza dinnanzi al Santuario di Nostra Signora della Misericordia nel 1708 ad opera di Giacomo Ponsonelli di Massa, in pieno stile barocco, si compone di una vasca centrale a forma di quadrilobo con zampilli d'acqua che spruzzano dai margini verso l'interno; essa è sormontata al centro da una guglia che regge la statua di un angelo in torsione con ali aperte. In posizione sottostante la vasca, è presente una maschera che fa defluire l'acqua in una tinozza sottostante.
- Monumento a Garibaldi. Situato in piazza Eroe dei due mondi, nei giardini del Prolungamento, è un grande monumento equestre dedicato a Giuseppe Garibaldi, ad opera dello scultore Leonardo Bistolfi. Inaugurata nel 1927 dal nipote del condottiero, la statua è posizionata in modo che lo sguardo di Garibaldi guardi verso la sua città natale, Nizza.
- Tempietto Boselli. È un tempietto neoclassico di fine Settecento eseguito dal ceramista Giacomo Boselli. Salvato della demolizione della "fabbrica Boselli" nel 1931, fu restaurato e sistemato in nuova sede nel parco pubblico "Dante Alighieri".
- Monumento alla Resistenza. Imponente opera in bronzo situata in piazza Martiri della Libertà ed opera di Agenore Fabbri, raffigura un uomo dilaniato dalla sofferenza e dall'anelito di libertà che divelle le sbarre che lo imprigionano.
- Monumento a Sandro Pertini, posto al centro della piazza a lui dedicata e realizzato dall'artista Gianni Lucchesi, è costituito da una stele d’acciaio su cui sono intagliate frasi e parole che hanno segnato il pensiero del Presidente.
- Monumento al Marinaio. Posto all'entrata della darsena del porto, raffigura un uomo che con la sua lanterna scruta l'orizzonte ed è anch'esso opera di Renata Cuneo.

## Società

### Evoluzione demografica

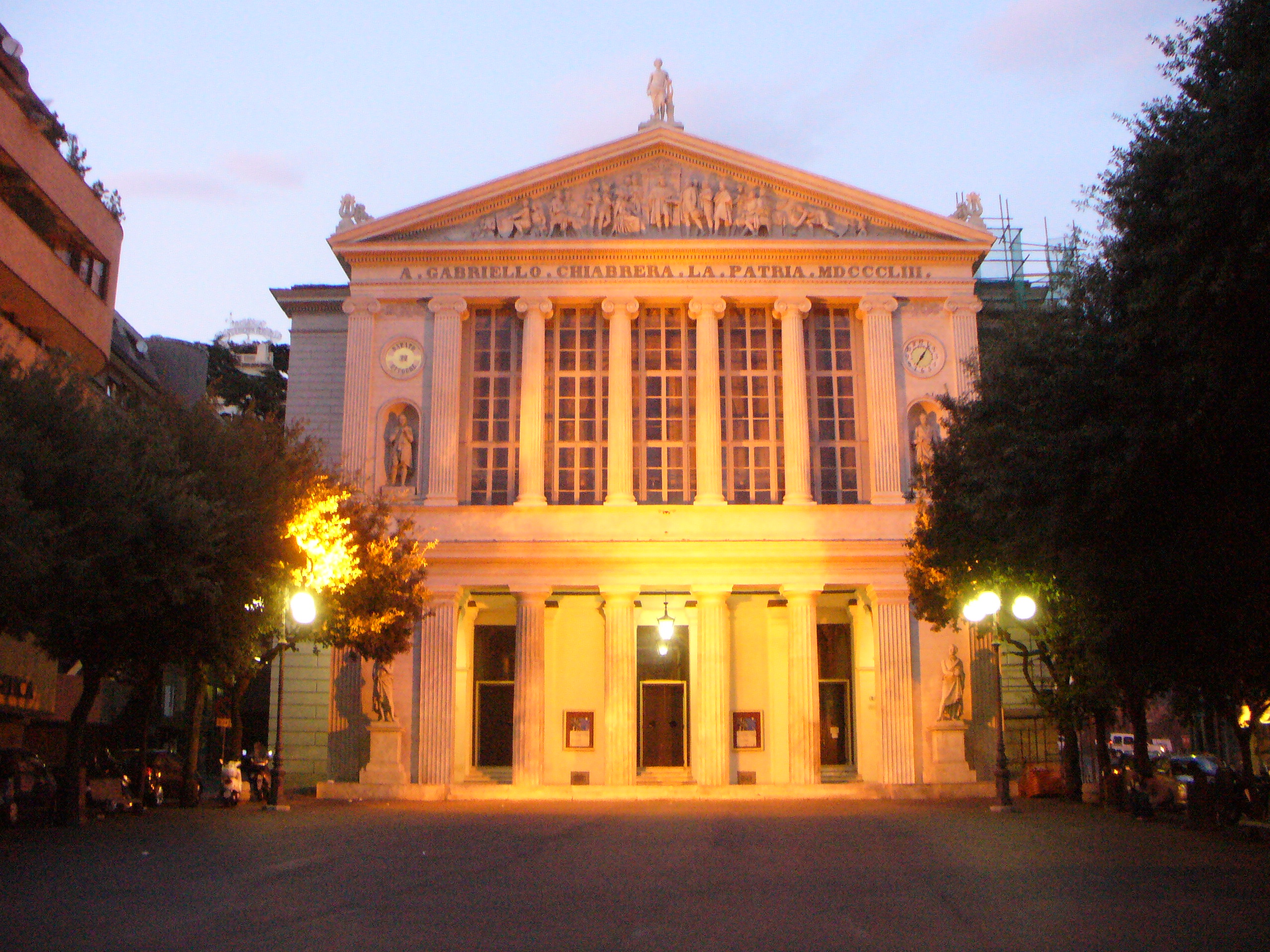
Teatro Chiabrera, nominato in onore del poeta e drammaturgo savonese Gabriello Chiabrera.

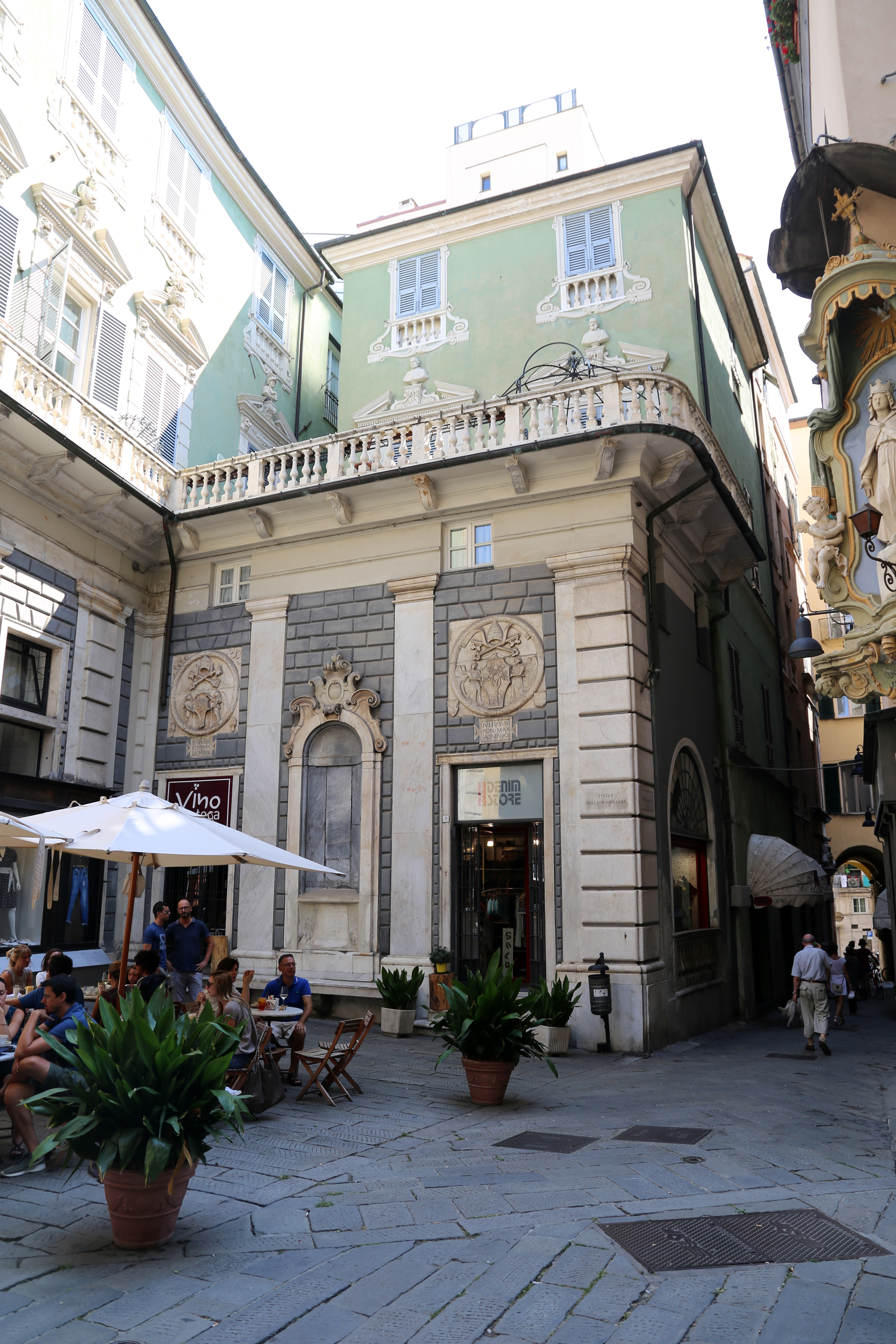
Palazzo Sacco-Multedo.

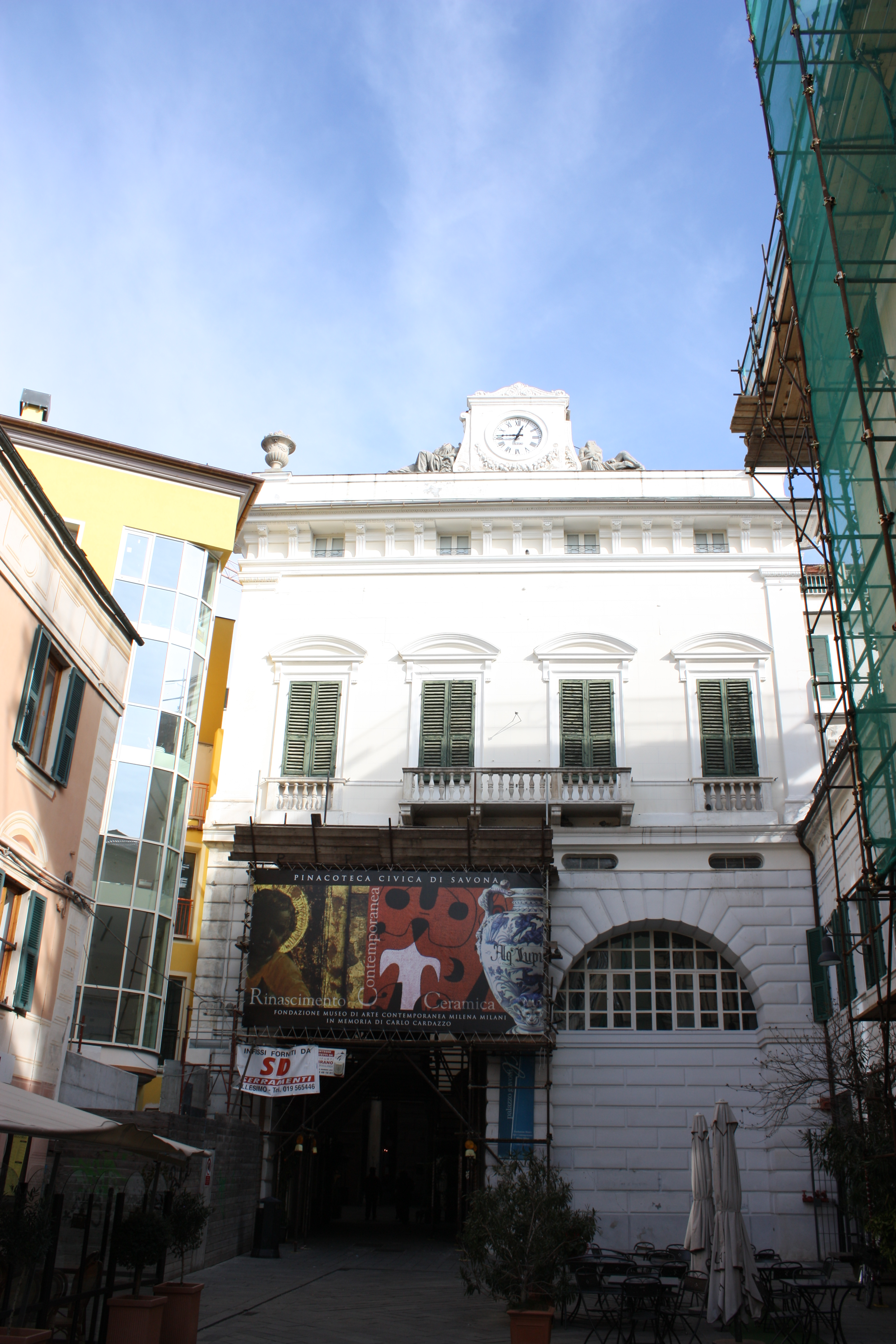
Museo d'arte di Palazzo Gavotti.

La popolazione cittadina è quadruplicata dall'Unità d'Italia (1861) fino agli anni settanta per poi diminuire di oltre il 25% negli ultimi decenni. Questo calo è stato generato da diversi fattori tra i quali il processo di de-industrializzazione che ha spinto molti abitanti all'emigrazione ed un generalizzato calo delle nascite che ha caratterizzato la recente storia demografica italiana.
Abitanti censiti

Nel corso del XIV secolo Savona arrivò ad avere una popolazione stimata al 150% circa di quella di Roma, che al contrario viveva un profondo declino.

### Etnie e minoranze straniere
Al 31 dicembre 2023 gli stranieri residenti nel comune erano 5994,  ovvero il 10,3% della popolazione. Di seguito sono riportati i gruppi più consistenti:
- Albania 1840
- Ucraina 569
- Romania 547
- Egitto 374
- Ecuador 351
- Bangladesh 303
- Marocco 294
- Cina 287
- Nigeria 194
- Repubblica Dominicana 97

### Religione
Savona è la sede vescovile della Diocesi di Savona-Noli. Il Santuario di Savona riveste da secoli particolare importanza, con pellegrinaggi da ogni parte d'Italia. La Madonna di Savona fu incoronata da Pio VII - prigioniero di Napoleone Bonaparte a Savona - nel 1815. Savona fu con Pio VII sede ufficiale di papato, al pari di Roma ed Avignone, seppure per un breve periodo. Benedetto XVI è stato in visita pastorale a Savona il 17 maggio 2008.

## Cultura

### Istruzione

#### Biblioteche
La principale e più antica struttura cittadina è la biblioteca civica Anton Giulio Barrili, fondata nel 1840 e oggi situata presso l'ex Collegio dei Padri Scolopi, contiene circa 170 000 titoli.
Si segnala anche la biblioteca della Società Savonese di Storia Patria che ha superato ampiamente il numero di 50 000 titoli.

#### Scuole
- Liceo Classico-Linguistico Gabriello Chiabrera
- Liceo Scientifico Orazio Grassi
- Liceo delle Scienze umane-linguistico Della Rovere
- Liceo Artistico Arturo Martini
- Istituto Boselli Alberti
- Istituto Ferraris Pancaldo
- Istituto Mazzini Da Vinci

#### Università
A Savona ha sede un campus universitario nelle strutture rimodernate della vecchia caserma Bligny che ospita, oltre a tre scuole dell'Università degli Studi di Genova, anche alcune piccole aziende tecnologiche.

#### Musei

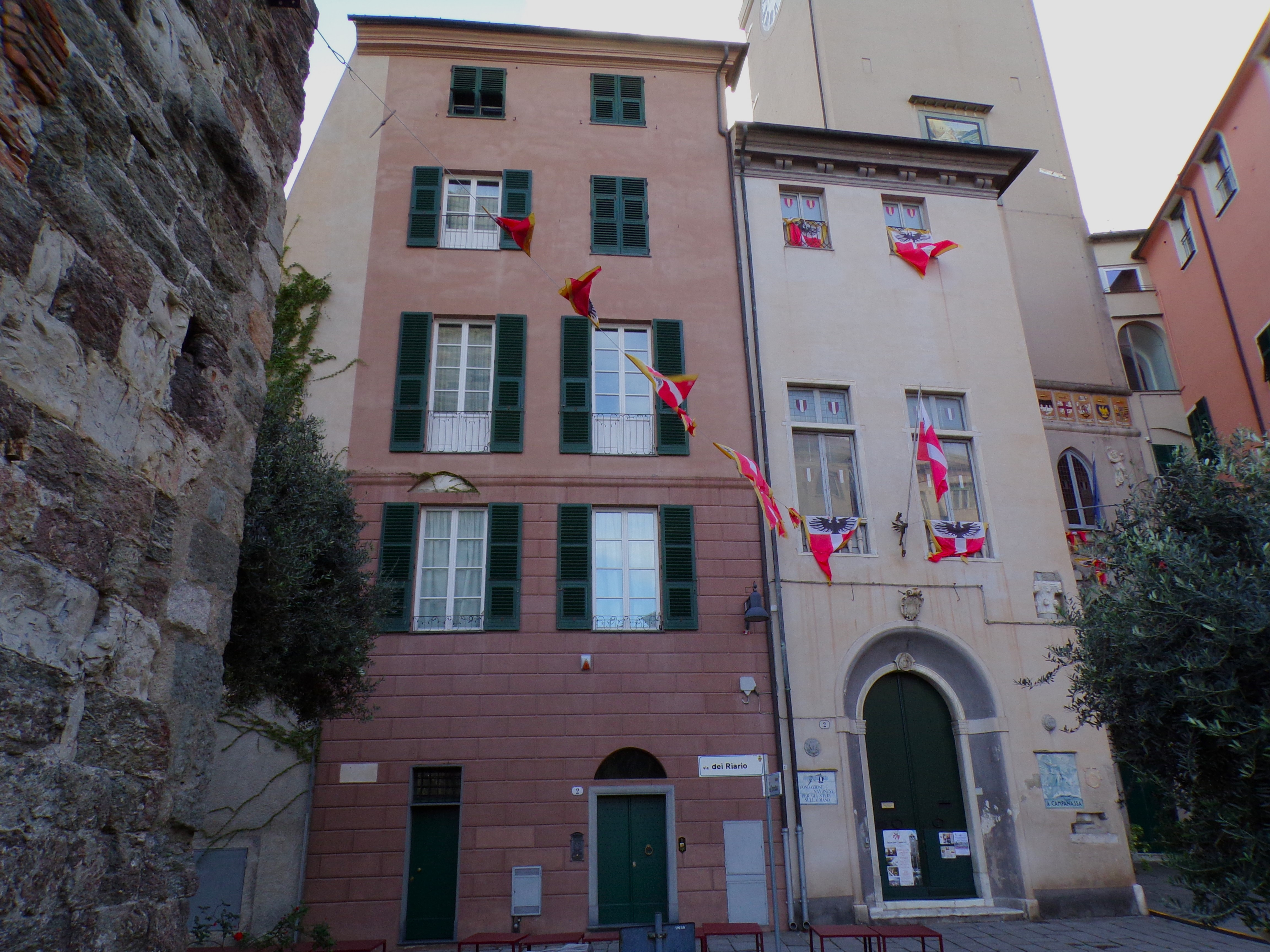
Palazzo Spinola e Palazzo degli Anziani

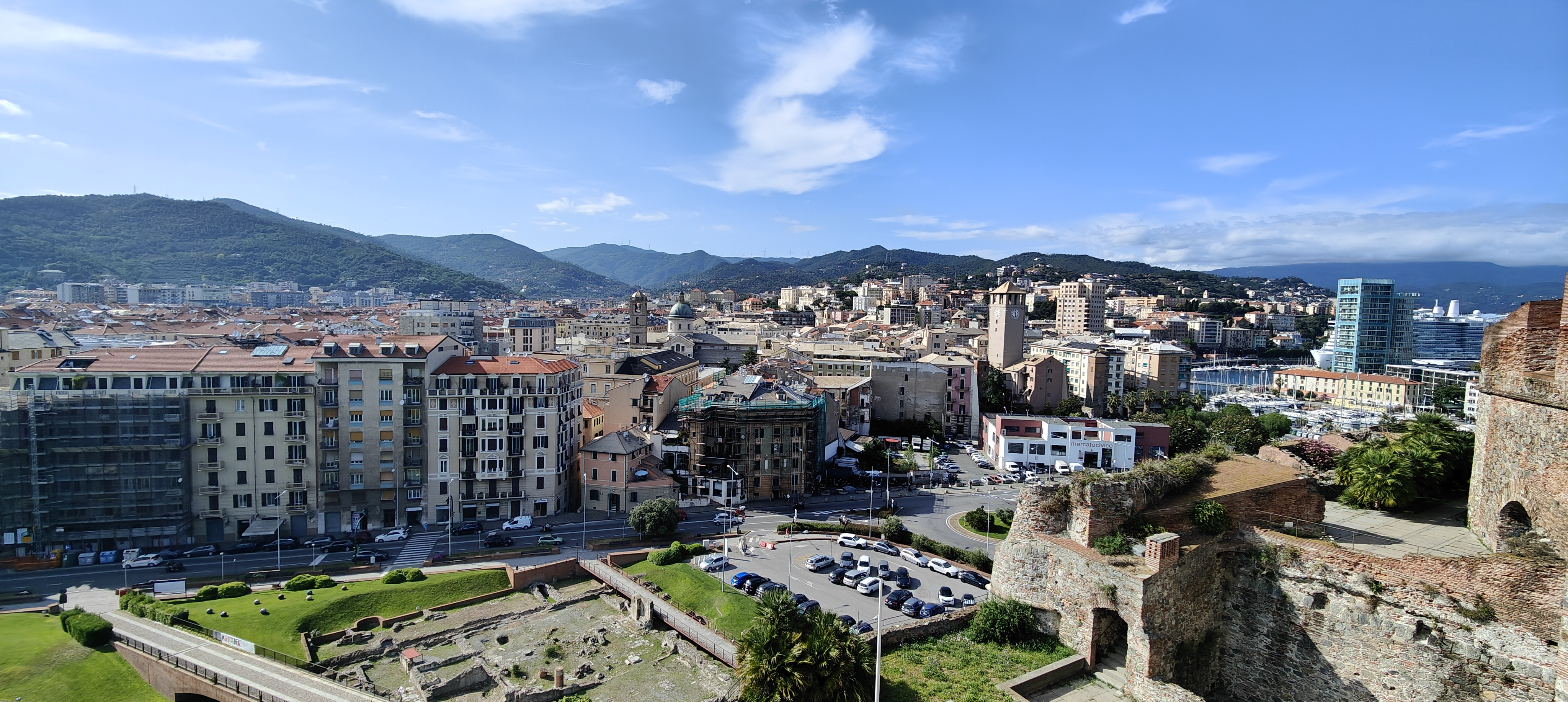
Savona dalla Fortezza del Priamar.

##### Museo d'arte di Palazzo Gavotti
Nel museo hanno sede:

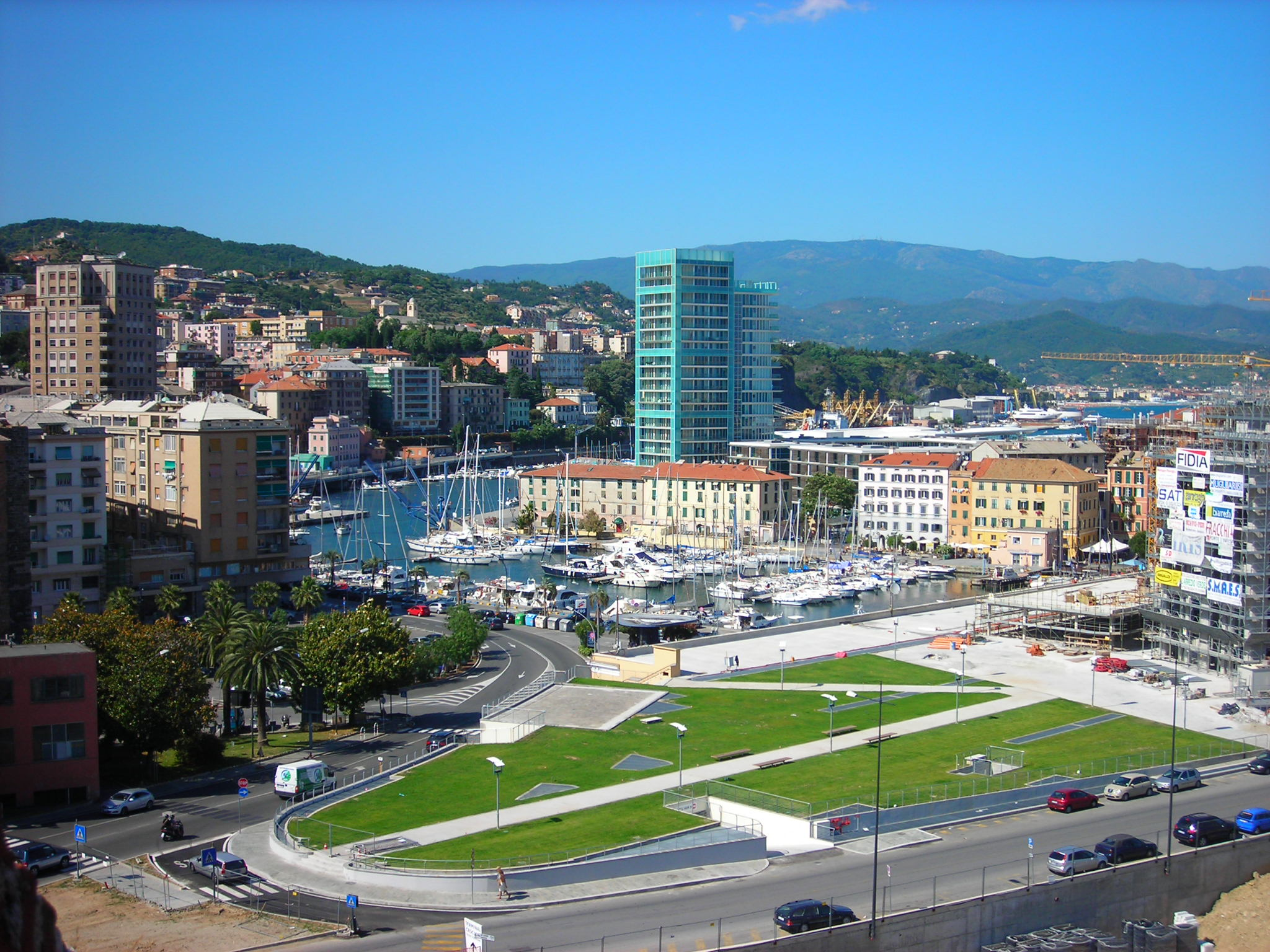
Il porto turistico

- Il porto turisticoLa Pinacoteca civica di Savona, che costituisce una delle più importanti raccolte d'arte dell'Italia settentrionale. Comprende dipinti, sculture, fra cui capolavori del Rinascimento, grandi pale seicentesche, maioliche bianco-blu famose in tutto il mondo e ceramiche.
- Le opere della "Fondazione museo di arte contemporanea Milena Milani in memoria di Carlo Cardazzo", composta da una selezione dei più importanti momenti dell'arte contemporanea internazionale.
- Il Museo della ceramica, che ospita oltre sei secoli di storia della ceramica ligure - in particolare savonese e albisolese - con un migliaio di opere di grande valore artistico, dal XV secolo al contemporaneo.

##### Polo Museale del Priamar
Situato in diverse aree nell'omonima fortezza è sede dei seguenti musei:

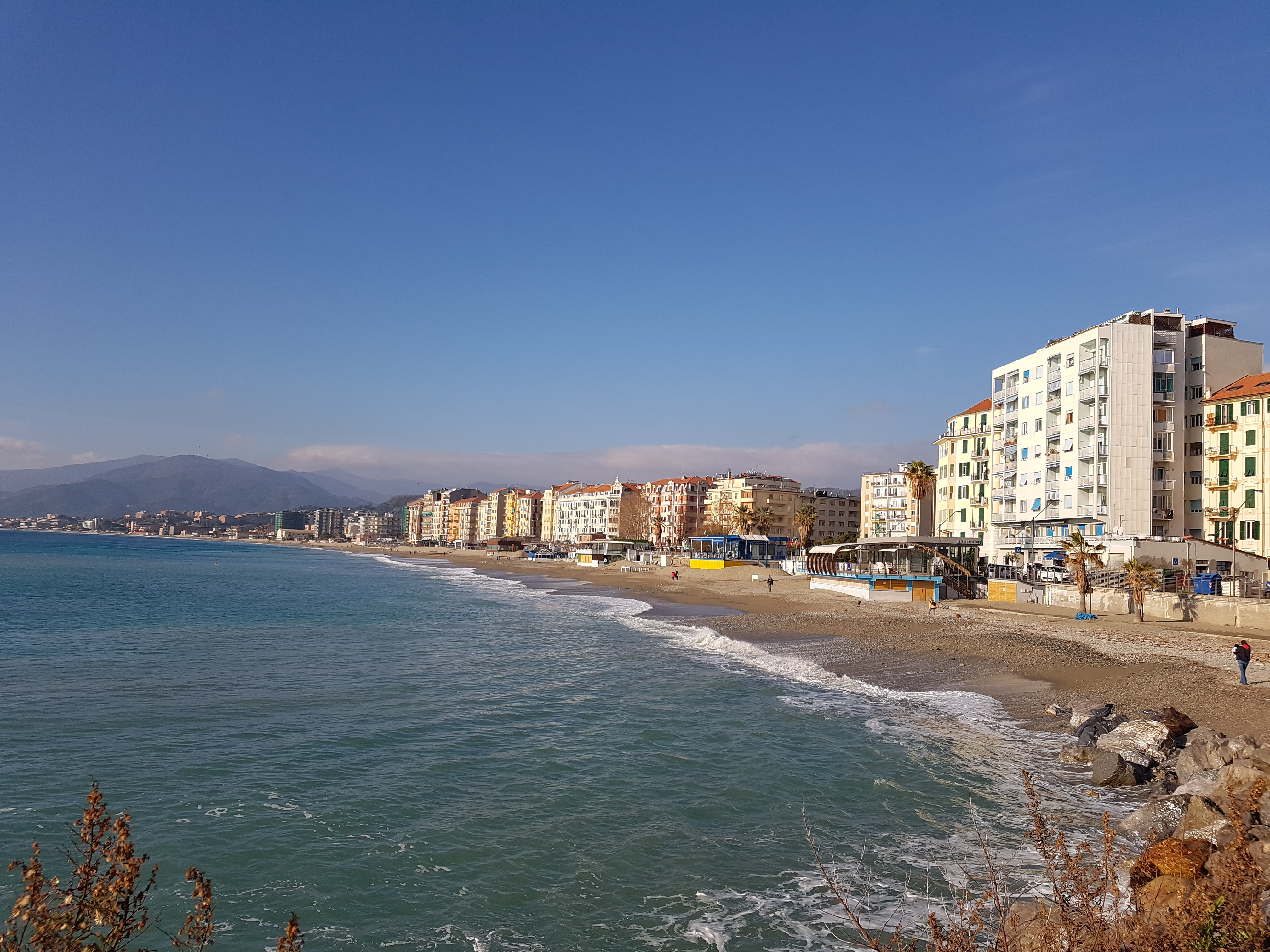
La spiaggia delle Fornaci

- La spiaggia delle FornaciIl Museo Sandro Pertini, collocato nel palazzo della Loggia, ospita le opere d'arte collezionate durante la lunga e gloriosa vita di Sandro Pertini e che lui volle donare alla sua città d'origine. Al suo interno vi sono opere di Giorgio Morandi, Mario Sironi, Aligi Sassu, Renato Guttuso, Filiberto Sbardella, Joan Miró, Ottone Rosai, Giorgio de Chirico, Emilio Vedova, Francesco Messina, Agenore Fabbri, Giulio Turcato, Luciano Minguzzi.
- Il Museo storico archeologico di Savona, anch'esso situato presso il palazzo della Loggia.
- Il Museo Renata Cuneo, collocato nei locali del seicentesco bastione San Bernardo al Priamar, ospita le opere donate dalla scultrice alla sua città.

Mostra Museo delle Arti Nautiche
La Mostra Museo delle Arti Nautiche "Leon Pancaldo", situata in Piazza Cavallotti. Ospita circa 1000 parti di varia cultura marinaresca quali modellini di navi e di macchine a vapore funzionanti, antichi strumenti di navigazione e di rilevamento meteorologico risalenti alla metà del 1800, sezioni in scala di navi, strumenti di navigazione. Fiore all'occhiello è il planetario storico funzionante, uno dei quattro ad oggi esistenti in Italia.

##### Museo del tesoro del santuario di Nostra Signora della Misericordia
Il museo ha sede nel palazzetto del Duca di Tursi, adiacente al santuario, costruito tra il 1536 e il 1540, con l'annesso complesso degli ospizi di Nostra Signora della Misericordia. Le collezioni si sono formate grazie ai prestigiosi regali e alle donazioni dal XV al XIX secolo, e alle offerte votive di famiglie aristocratiche savonesi e genovesi. Vi si conservano preziosi paramenti in tessuto operati o ricamati, tra cui spiccano La pianeta del duca di Urbino (1623), tessili settecenteschi in stile Revel e Bizzarre, arredi liturgici e preziose argenterie, tra cui Il reliquiario della Croce di produzione romana seicentesca, Il calice dell'orafo Vincenzo Belli (XVIII secolo), La corona aurea detta di Pio VII. Del complesso espositivo fanno parte anche alcune sculture lignee ed eburnee dei secoli XV e XVI. Inoltre vi sono dipinti su tela a supporto cartaceo di soggetto contadino e marinaro, uniti a tipici modellini di imbarcazioni in legno e in lamina d'argento.

##### La quadreria del seminario vescovile

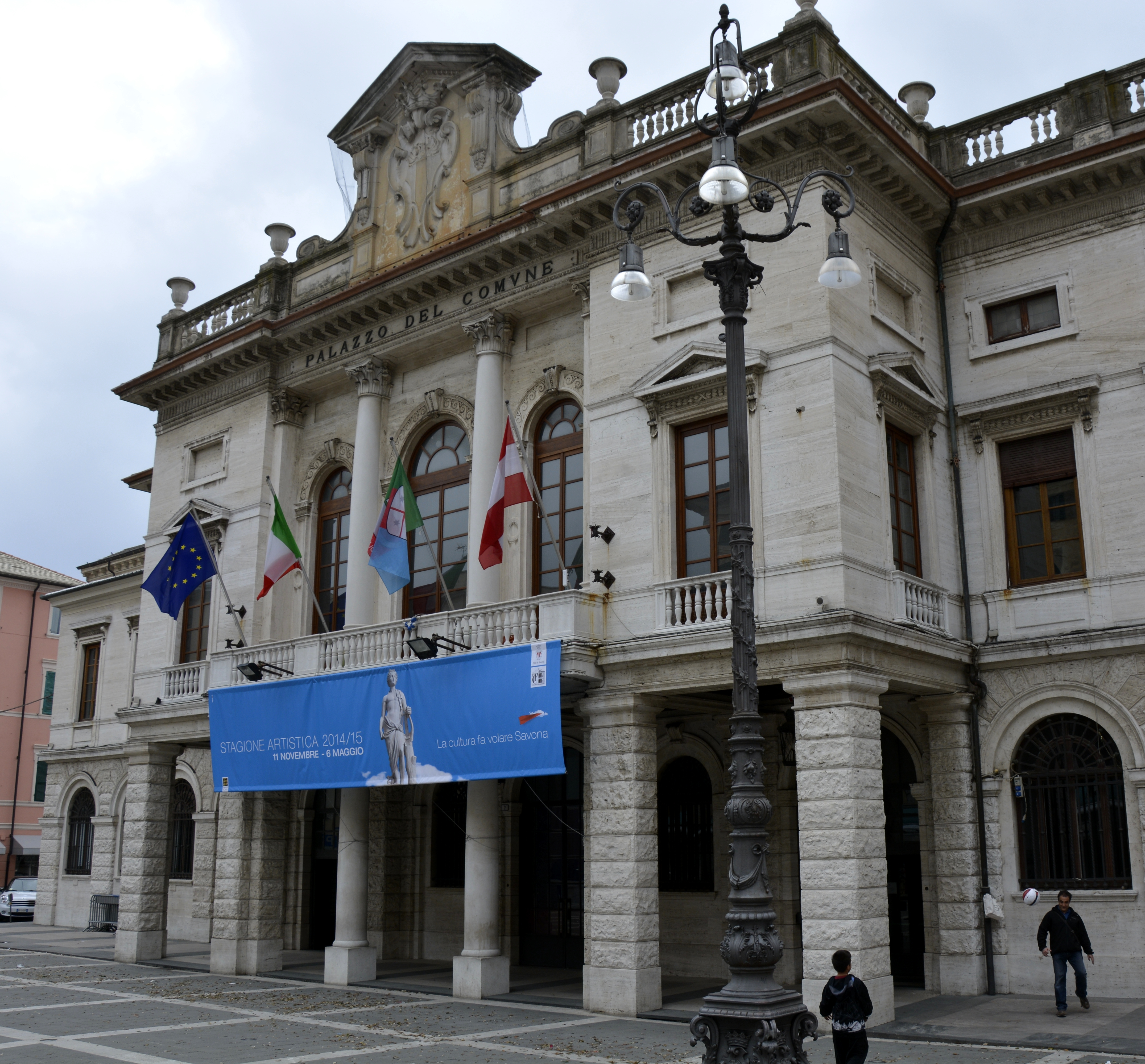
Palazzo Civico di Savona.

Ospita un centinaio di dipinti prevalentemente di scuola ligure. Tra gli artisti più significativi spiccano Gioacchino Assereto, Giovanni Battista Carlone, Giovanni Benedetto Castiglione detto Il Grechetto, Antonio Travi, Carlo Giuseppe Ratti, Paolo Gerolamo Brusco. Molto interessante un crocefisso ligneo quattrocentesco di scuola catalana.

##### All About Apple Museum
L'All About Apple Museum è situato in Piazza De André, all'interno nella vecchia darsena, è il più fornito museo Apple al mondo. La collezione comprende praticamente tutta la produzione di personal computer, periferiche, accessori e prototipi dagli albori dell'azienda fino ai giorni nostri.

### Media

#### Stampa
A Savona sono presenti le redazioni locali dei quotidiani Il Secolo XIX e La Stampa. Della città scrivono inoltre due quotidiani online, IVG e Savonanews.
Fino alla fine del 2024 è stata inoltre attiva la redazione de Il Letimbro, mensile edito dalla Diocesi di Savona-Noli e fondato nel 1892, uno dei più antichi periodici italiani.

#### Radio

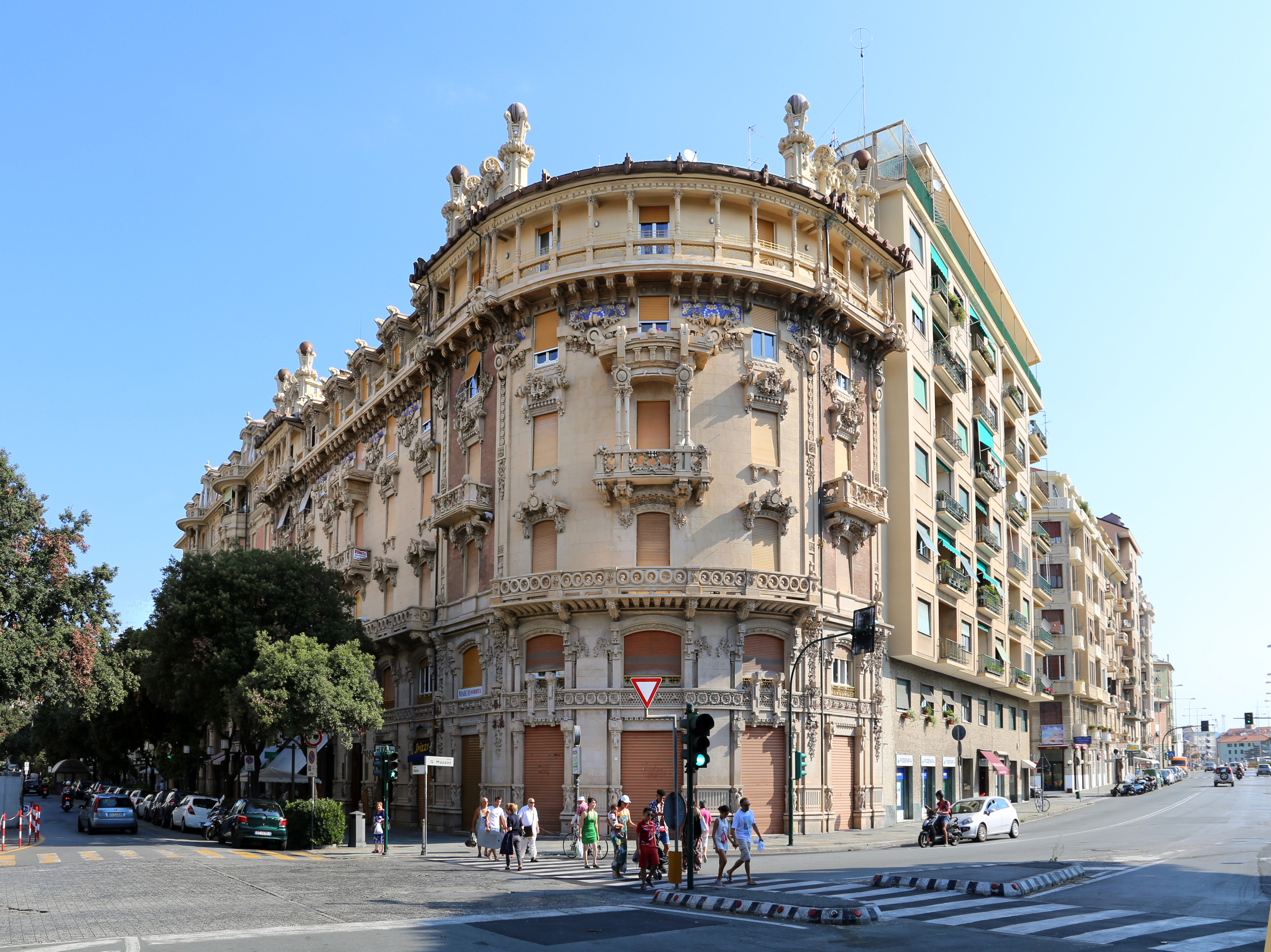
Palazzo delle Piane.

Nella città ha sede Radio 104, già Radio Savona Sound, fondata nel 1977.

### Teatro
Il principale teatro cittadino è il Teatro Gabriello Chiabrera, inaugurato nel 1853 ed intitolato al poeta e scrittore savonese Gabriello Chiabrera. Il più antico teatro della città è invece il Teatro Sacco, aperto nel 1785.
Altri teatri della città sono il Teatro Don Bosco ed il Teatro-Cinema Nuovofilmstudio, già Filmstudio, inaugurato nel 1978. Quest'ultimo dal 2013 ha sede presso il centro culturale "Officine Solimano", sorto nella zona della vecchia darsena, rimodernando un edificio industriale dismesso sede un tempo della società di cantieristica navale omonima.

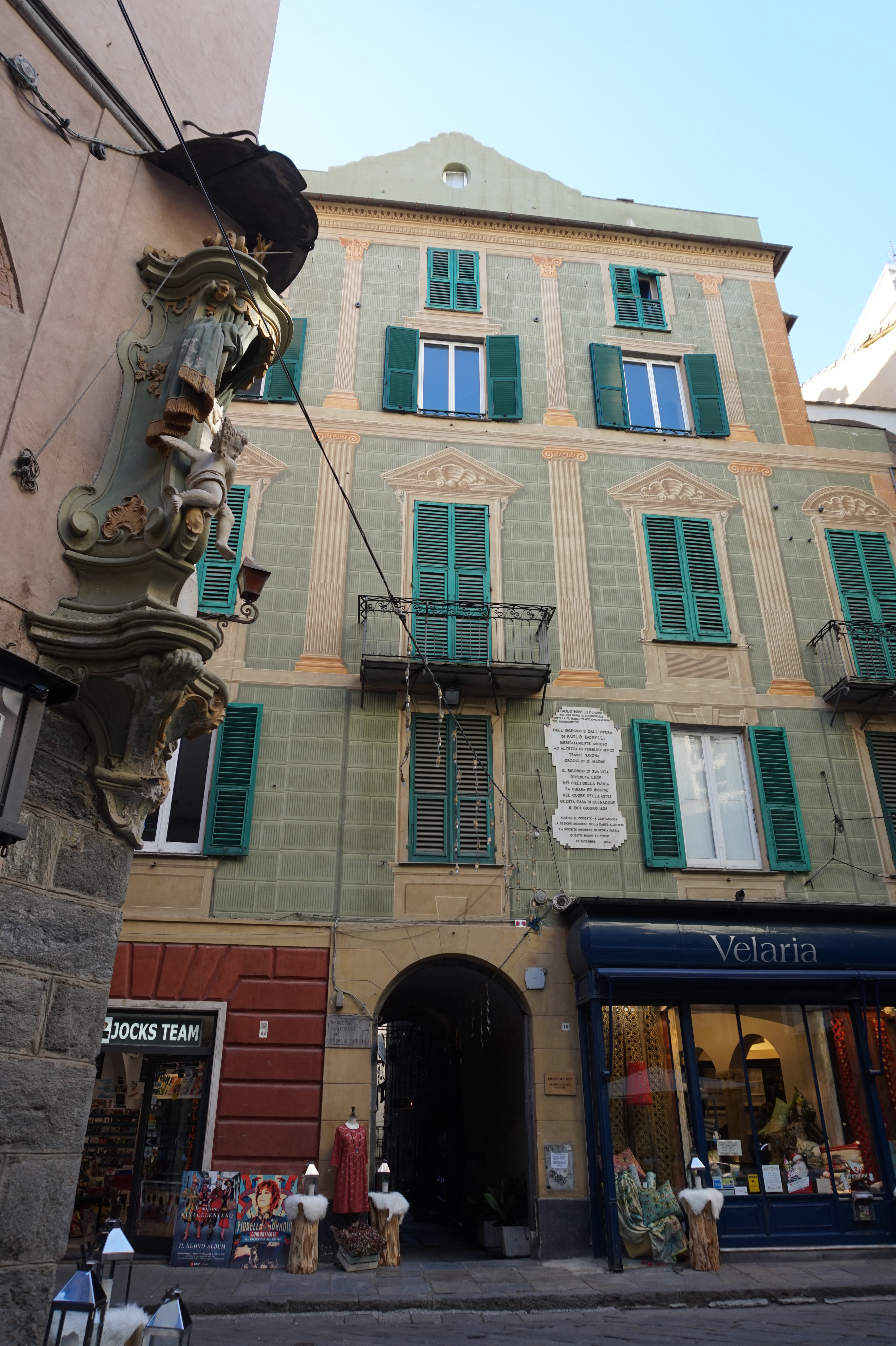
Società Savonese di Storia Patria (Casa Boselli).

### Cinema
La città ha dato i natali all'attore e doppiatore Nando Gazzolo e da anni vi si tiene il festival nazionale del doppiaggio Voci nell'ombra.
Tra i film e serie televisive girate a Savona si ricordano:
- Fari nella nebbia (1942)
- Mark il poliziotto spara per primo (1975)
- Charlotte (1981)
- Ci sarà un giorno - Il giovane Pertini, regia di Franco Rossi – film TV (1993)
- Vittoria di vinti (1999)
- John Howe: There and Back Again (2004)

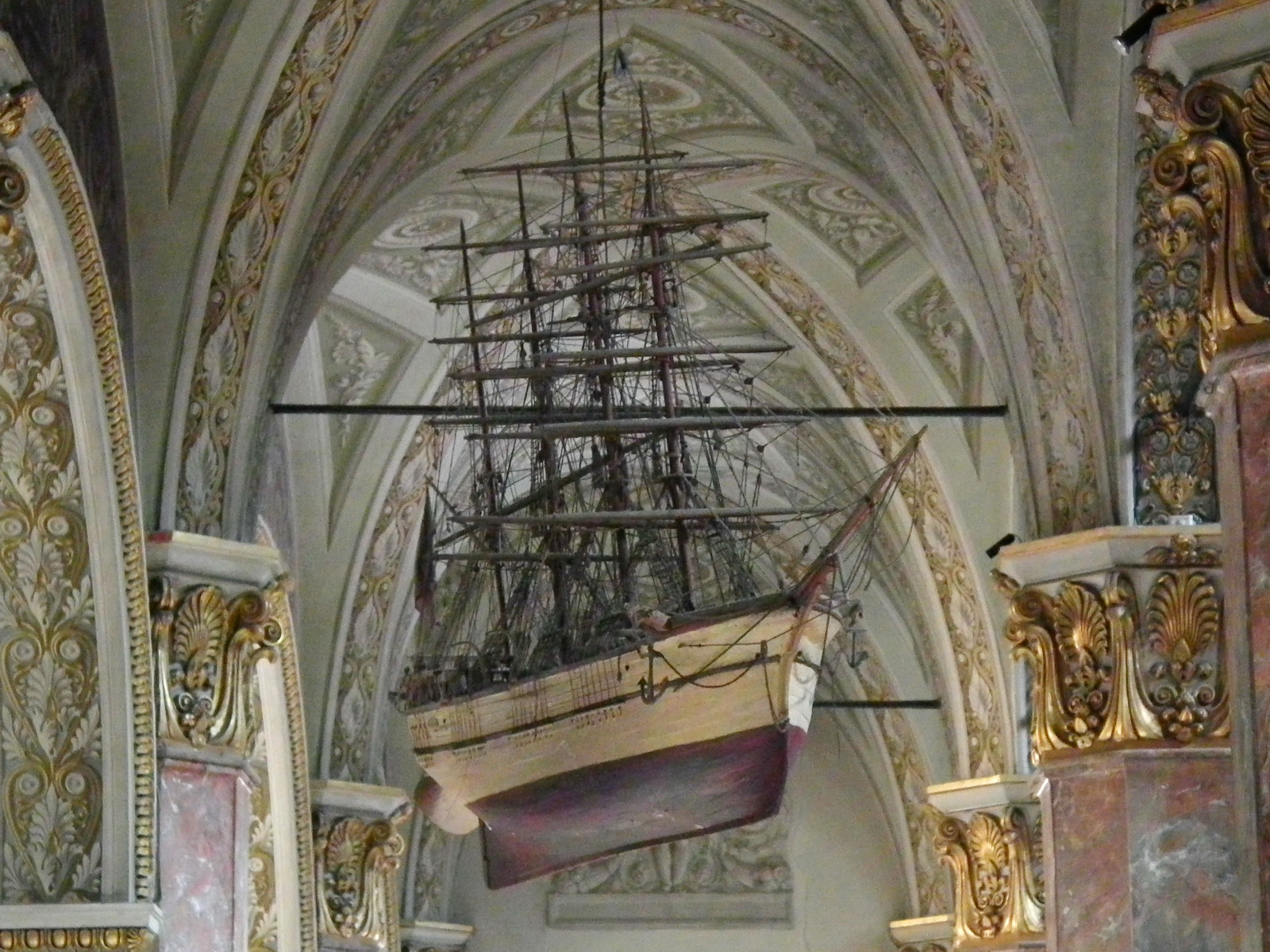
Nave di legno al Santuario di Nostra Signora della Misericordia.

- L'ombra della legnaia (2008)
- Oggetti smarriti (2011)
- La regola del piombo (2014)
- Il vizio (2015)
- Rosy Abate - La serie (2017)
- Abraham (2018)

### Musica
A Savona sono nati il soprano Renata Scotto che, nel 1952, debuttò al Teatro comunale Chiabrera con La Traviata e Flavio Emilio Scogna compositore e direttore d'orchestra. La città ha inoltre dato i natali ad altri musicisti di fama internazionale quali la pianista Cinzia Bartoli, il mandolinista Carlo Aonzo, il liutista Massimo Marchese, il compositore e pianista Federico De Caroli, la cantautrice Annalisa.
Vari sono i gruppi e i complessi cittadini:
- Complesso bandistico "Città di Savona", costituito nel 1848 e che nel 1921 fu intitolato al Maestro Antonio Forzano.
- Complesso bandistico "Sant'Ambrogio", fondato nel 1914 dopo la costituzione del circolo cattolico "Sant'Ambrogio" il 7 dicembre 1913.
- Gruppo folkloristico "La Graziosa", fondato nel 1954, in occasione del carnevale di Savona.

Alla città di Savona, inoltre, è ispirata la canzone dance dal titolo Benvenuti A Savona (Benvenuti In Liguria), scritta e prodotta dal dj e produttore locale Andy Life (traduzione in inglese del suo vero nome, Andrea Vita). 

### Cucina

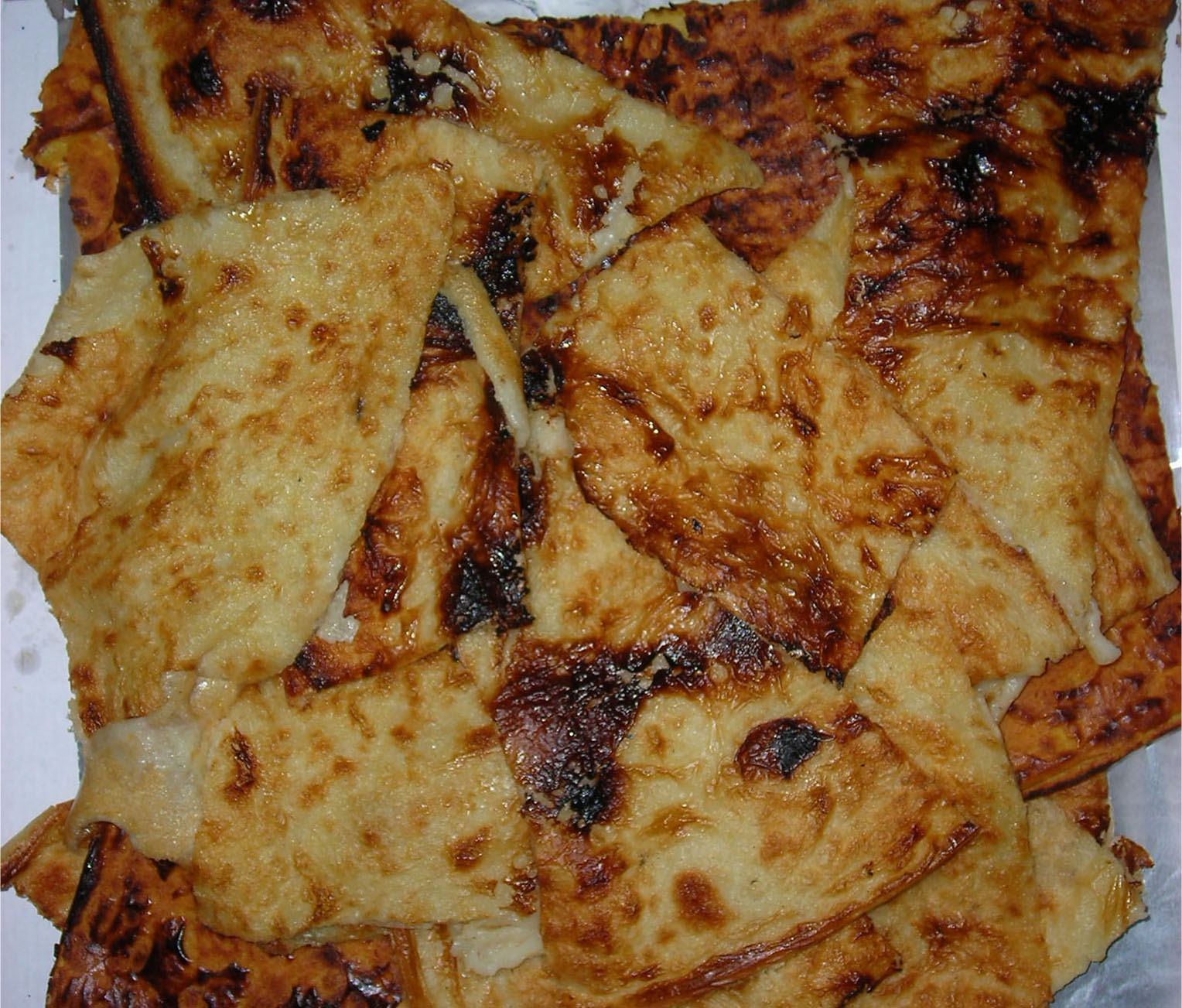
Farinata bianca

Tra i principali piatti della tradizione savonese vi sono:
- la farinata bianca è la farinata tipica di Savona, che si distingue da quella genovese per essere preparata anziché con farina di ceci con farina di grano, che rende la colorazione della pietanza bianca anziché gialla;
- la panissa, anch'essa ottenuta con la farina di ceci, può essere servita durante i pasti oppure può costituire uno spuntino, tagliata a fette e racchiusa in una pagnotta;
- i maccheroni con la trippa, zuppa tipica della città composta da maccheroni, trippa a listelle e salsiccia a pezzi;

Savona è conosciuta anche per essere la città del chinotto candito e sotto spirito, del quale era il maggior centro di esportazione mondiale sino alla fine del XIX secolo. Il chinotto di Savona è un presidio Slow Food.

### Eventi
- Il carnevale, il cui corteo si snoda per le vie del centro storico. La maschera tipica savonese è Cicciolin, creata nel 1953 dal pittore Romeo Bevilacqua e donata dallo stesso alla Campanassa. È l'unica maschera ligure iscritta nell'Albo ufficiale delle maschere italiane al pari dei più conosciuti Arlecchino, Pulcinella e Balanzone.
- La festa patronale di Nostra Signora della Misericordia il 18 marzo in cui vengono accese grandi pire nel letto del torrente Letimbro nella notte della vigilia mentre per la città vengono accesi lumini e luminarie. La festa raggiunge il suo apice con la processione sino al Santuario di Savona.
- La processione del Venerdì santo, che si svolge il Venerdì santo ogni due anni, negli anni pari.
- La sfilata storica del Libero Comune il 10 aprile.
- La festa di santa Rita il 22 maggio, quando nel quartiere della Consolazione viene allestito un mercato con banchi per la vendita di rose e prodotti vari.
- Lo spettacolo pirotecnico estivo che si tiene l'ultimo sabato di luglio con fuochi d'artificio a tempo di musica.
- La posa a mare dei lumini la sera del 14 agosto.
- La festa di santa Lucia il 13 dicembre, in tale occasione viene allestito il tradizionale mercato in via Paleocapa, nel centro cittadino.
- Il Confuoco (in lingua ligure O Confeugo) che si tiene l'ultima domenica prima del Natale in piazza Sisto IV con la tradizionale cerimonia dell'accensione del ceppo dal quale si traggono gli auspici per il futuro. L'evento è arricchito da un corteo storico.

## Geografia antropica

### Frazioni
Numerose sono le frazioni del comune, costituite generalmente da piccoli insediamenti collinari. La frazione più popolata è Santuario, che conta 820 abitanti e prende il nome dal Santuario di Nostra Signora della Misericordia.
Altre frazioni sono Marmorassi (186 abitanti), Montemoro (103 abitanti), Botta (69 abitanti), Molino del Lavagna (58 abitanti), Maschio (55 abitanti) e Rensia oggi ribattezzata Conca Verde (34 abitanti).

## Economia

### Artigianato
L'artigianato locale è incentrato sulla lavorazione della ceramica sia di stile classico, come il celebre "Antico Savona" impreziosito da immagini mitologiche o rurali, sia contemporaneo.

### Industria
L'industria savonese ha avuto il suo apice nel secolo scorso, con una fiorente attività siderurgica ed importanti realtà industriali anche nel settore meccanico, vetrario e alimentare. Negli ultimi decenni tuttavia la città ha vissuto un radicale processo di deindustrializzazione, con importanti ripercussioni anche sul piano demografico.
Ad oggi sono dodici le aziende savonesi, cioè con sede nel comune o nei dintorni, che figurano tra le prime cento della Liguria per fatturato: Bombardier, Infineum, Orsero, Saint Gobain Vetri, Piaggio Aero, Demont, ExxonMobil, Forship, Noberasco, Continental Brakes, Sefer ed Expertise, Bitron.

### Turismo
A seguito della deindustrializzazione della città nell'ultimo decennio ha iniziato ad acquisire una buona rilevanza il settore turistico, grazie alla presenza del terminal croceristico, alla ristrutturazione della vecchia darsena, alla valorizzazione di diversi beni culturali cittadini.
Il quartiere Fornaci dal 2002 (ad eccezione dell'anno 2008) è Bandiera blu per la qualità delle sue spiagge. Negli stessi anni (compreso il 2008), il vessillo è stato consegnato anche per la qualità delle acque, informativa, ambientale e dei servizi del porto turistico "Vecchia Darsena".

## Infrastrutture e trasporti

### Strade
Storicamente situata lungo la via Aurelia, Savona rappresenta uno snodo fra le autostrade A10 Genova-Ventimiglia e A6 Torino-Savona, nonché per il sistema di arterie di collegamento con l'entroterra fra le quali alcune provinciali e la strada statale 29 del Colle di Cadibona. Attualmente è in fase di realizzazione l'Aurelia bis che permetterà di alleggerire il centro della città dal traffico.

### Ferrovie
La stazione di Savona, posta lungo la ferrovia Genova-Ventimiglia, funge anch'essa da località nodo per la confluenza dei due tracciati appenninici della ferrovia Torino-Savona. L'impianto è servito dai collegamenti nazionali e regionali svolti da Trenitalia. L'attuale stazione, opera di Pier Luigi Nervi, venne inaugurata nel 1977 a seguito del raddoppio della linea Genova-Ventimiglia e poi radicalmente riammodernata nel 2011. Ha sostituito la vecchia stazione che sorgeva in Piazza del Popolo e costeggiava il torrente Letimbro. Nel territorio comunale, sulla linea Torino-Savona, sono inoltre presenti la stazione di Santuario e quella di Maschio, quest'ultima soppressa nel 2009.

### Porti
Il porto di Savona è, per importanza del traffico di merci e passeggeri, il secondo porto della Liguria dopo Genova nonché il quinto scalo crocieristico nazionale e nono europeo con 910 244 passeggeri e 210 navi toccate nel 2016.
Lo scalo dispone di una moderna stazione marittima, il Palacrociere, realizzato in project financing con la compagnia Costa Crociere. La struttura accoglie ogni anno circa un milione di turisti a cui vanno aggiunti i passeggeri che si imbarcano dal terminal traghetti del vicino porto di Vado Ligure.
Per quanto riguarda invece il traffico merci il polo portuale offre importanti sbocchi al mare alle industrie degli hinterland piemontese e lombardo.
Di notevole importanza è anche la funivia che collega il terminal carbone del porto di Savona alla cokeria di San Giuseppe di Cairo; ai tempi della costruzione (1910-1913) era la funivia più lunga d'Europa con i suoi 17 km di sorpasso dell'Appennino Ligure e attualmente è la terza.

### Mobilità urbana
I collegamenti urbani e suburbani sono svolti mediante autoservizi gestiti dalla società TPL Linea.
Dal 1912 al 1948 è stata attiva la tranvia Savona-Vado Ligure, un collegamento extraurbano che comprendeva un'intensificazione urbana all'interno di Savona gestito dalla Società Tramvie Elettriche Savonesi.

## Amministrazione

### Gemellaggi
- Villingen-Schwenningen
- Bayamo
- Saona
- Mariupol'[45]

## Sport

### Calcio
Il principale sodalizio calcistico della città è stato il Savona FBC, fallito nel 2020 dopo aver militato per diversi decenni tra i professionisti e giocando nel primo dopoguerra anche in Prima Divisione. Fra i calciatori che hanno militato nella squadra vanno ricordati Pierino Prati, che qui iniziò e poi concluse la sua carriera, "Beppe" Furino, Eugenio Fascetti, Marcello Lippi, Walter Zenga, Enrico Cucchi, Giuliano Taccola, Nello Governato, Vittorio Panucci e Paolo Ponzo. La squadra dal 1959 al 2020 ha giocato nel principale impianto sportivo della città, lo Stadio comunale Valerio Bacigalupo.
Le altre squadre di calcio della città sono l'U.S. Legino 1910 e la F.B.C. Veloce 1910, militanti nel campionato di Promozione, l'A.S.D. Speranza 1912 F.C. e l'U.S. Letimbro, militanti nel campionato di Prima Categoria e l'U.S. Priamar 1942, militante nel campionato di Seconda Categoria.

### Pallanuoto
Savona vanta una squadra di pallanuoto che dal 1981 milita in A1, la Rari Nantes Savona, il cui albo d'oro annovera ben 3 Campionati (1991, 1992, 2005), 3 Coppe LEN (2004-05, 2010-11, 2011-12) e 3 Coppe Italia (1990, 1991, 1993). La squadra gioca nella Piscina Carlo Zanelli.

### Ciclismo
Savona è stata negli anni città di arrivo delle seguenti tappe del Giro d'Italia:
| Anno | Tappa | Partenza        | km  | Vincitore di tappa  | Maglia rosa       |
| ---- | ----- | --------------- | --- | ------------------- | ----------------- |
| 1969 | 16ª   | Parma           | 234 | Roberto Ballini     | Eddy Merckx       |
| 1972 | 13ª   | Forte dei Marmi | 200 | Wilmo Francioni     | Eddy Merckx       |
| 1983 | 14ª   | Parma           | 243 | Gregor Braun        | Giuseppe Saronni  |
| 1991 | 11ª   | Sala Baganza    | 223 | Maximilian Sciandri | Franco Chioccioli |
| 2014 | 11ª   | Collecchio      | 249 | Michael Rogers      | Cadel Evans       |

Eddy Merckx, alla conclusione della 16ª tappa del Giro d'Italia 1969, fu trovato positivo al test dell'antidoping e squalificato. 
È stata inoltre sede di partenza delle seguenti tappe del Giro d'Italia:

Logo della Canottieri Sabazia APD

| Anno | Tappa | Arrivo          | km  | Vincitore di tappa | Maglia rosa       |
| ---- | ----- | --------------- | --- | ------------------ | ----------------- |
| 1972 | 14ª   | Monte Jafferau  | 256 | Eddy Merckx        | Eddy Merckx       |
| 1983 | 15ª   | Orta San Giulio | 219 | Paolo Rosola       | Giuseppe Saronni  |
| 1986 | 14ª   | Sauze d'Oulx    | 236 | Martin Earley      | Giuseppe Saronni  |
| 1991 | 12ª   | Pian del Re     | 182 | Massimiliano Lelli | Franco Chioccioli |
| 2012 | 13ª   | Cervere         | 121 | Mark Cavendish     | Joaquim Rodríguez |

### Canoa/Kayak
La Canottieri Sabazia APD, fondata nel 1925, è la più importante società di canoa della città, promuove non solo la pratica della canoa, ma anche di altri sport marini come, ad esempio, il gozzo ligure e il dragonboat. Dal 1980 organizza il meeting internazionale "Trofeo Medaglia d'Argento Presidente della Repubblica" . Oltre a varie gare regionali organizzate sia nello specchio acqueo antistante la Torretta che nel lago di Osiglia, è promotrice della Festa del Mare, una antica manifestazione andata perduta e riportata in auge nel 2010.

### Pallapugno
Le squadre savonesi di pallapugno gareggiano nello sferisterio Gian Carlo Ruffino, che è una struttura moderna e comoda per gli appassionati di questo sport, che ha una tradizione antica in tutto il circondario dei paesi nella zona.

### Bocce
L'Associazione Bocciofila Savonese, prima nata a Savona nel 1920 e fra le prime trenta in Italia, nel corso della sua lunga storia ha conquistato undici titoli italiani e un terzo posto ai Campionati del Mondo di Losanna del 1953 a quadrette. Nel 2006 viene insignita della Stella d'oro al Merito Sportivo del CONI e nel 2020 riceve il Collare d'Oro al Merito Sportivo del CONI, massima onorificenza dello sport italiano, diventando la prima associazione bocciofila della Federazione Italiana Bocce ad essere conferita di tale benemerenza.

### Altri sport
La Fratellanza Ginnastica Savonese, fondata nel 1883, ha dato vita a tutte le maggiori sezioni sportive cittadine, tra cui quelle del calcio, della scherma, dell'atletica leggera, della lotta greco-romana, del ciclismo, del nuoto. Attualmente la squadra femminile di ginnastica artistica gareggia in Serie A1.
Notevole importanza nel panorama sportivo cittadino rivestono anche la Canottieri Sabazia per quanto concerne la canoa, il Savona Rugby, da ormai trent'anni società di riferimento della provincia savonese e le due squadre di hockey su prato, il Savona Hockey Club e l'Hockey Club Liguria.
Con cadenza annuale nella città si svolge il Meeting Internazionale Città di Savona, competizione di atletica leggera che vede partecipanti da tutto il mondo.